# 気仙沼線・大船渡線BRT
気仙沼線・大船渡線BRT（けせんぬません・おおふなとせんビーアールティー）は、東日本旅客鉄道（JR東日本）が運営するバス高速輸送システム（BRT）の気仙沼線BRTおよび大船渡線BRTの総称である。
営業区域は宮城県石巻市、登米市、本吉郡南三陸町、気仙沼市、岩手県陸前高田市、大船渡市にわたる。

## 概要
2011年（平成23年）3月11日に発生した東日本大震災で甚大な被害を受けた、JR東日本の気仙沼線柳津駅 - 気仙沼駅間、大船渡線気仙沼駅 - 盛駅間の復旧手段として導入されたBRTである。
これらの区間の代行輸送として、気仙沼線区間では2012年（平成24年）8月20日よりBRTの暫定運行（バス代行）を開始し、同年12月22日から自動車事業許可に基づく本格運行に移行した。同じく大船渡線区間では2013年（平成25年）3月2日からBRTが運行されている。当初は鉄道の仮復旧という位置づけであったが、沿線自治体との合意により鉄道に代わる最終的な復旧手段となった。
BRTとしての主な特徴は、鉄道敷をバス専用道に転換して速達性・定時性の確保を図っていることであるが、鉄道駅に停車することを基本としつつ、地元自治体からのまちづくり上の要請に基づき、ルートの変更や駅の移設、新駅の追加が行われている。
BRTでは運行状況が確認できるロケーションシステムが導入されたほか、既存駅舎の改良やBRT用の駅舎の整備、踏切が交差点となることに伴う交通規制標識・信号の設置などが専用道の延伸にあわせて順次行われた。専用道上では待避所を設置して対向便との交換が行われている。
BRTの運行計画および施設管理業務は、運行開始当初はJR東日本本社の復興企画部管轄下に気仙沼線BRT営業所を配置し行われた。後に大船渡線BRTの運行開始に伴い気仙沼BRT営業所への改称、盛岡支社への移管を経て、2022年3月12日より駅とBRT営業所を統合した気仙沼統括センターで実施している。JR東日本にはバス運行のノウハウがないことや、地域のバス事業者との共存を図るため、運行に関する業務は気仙沼線BRTがミヤコーバス（津谷営業所、気仙沼営業所、佐沼営業所）に、大船渡線BRTが岩手県交通（大船渡営業所、同高田支所）に委託されている。また大船渡線BRTでは、鉄道からのルート変更により上鹿折駅を経由しなくなることから、ミヤコーバス鹿折金山線の気仙沼駅前 - 上鹿折駅前間をBRT区間として運行している。
2016年（平成28年）には、公共交通を維持する選択肢を示した意義を評価され、日本デザイン振興会のグッドデザイン賞（グッドデザイン金賞）を受賞した。
BRTが導入された区間の鉄道については2019年（令和元年）11月12日に廃止する旨の届出が行われ、2020年（令和2年）4月1日に廃止された。

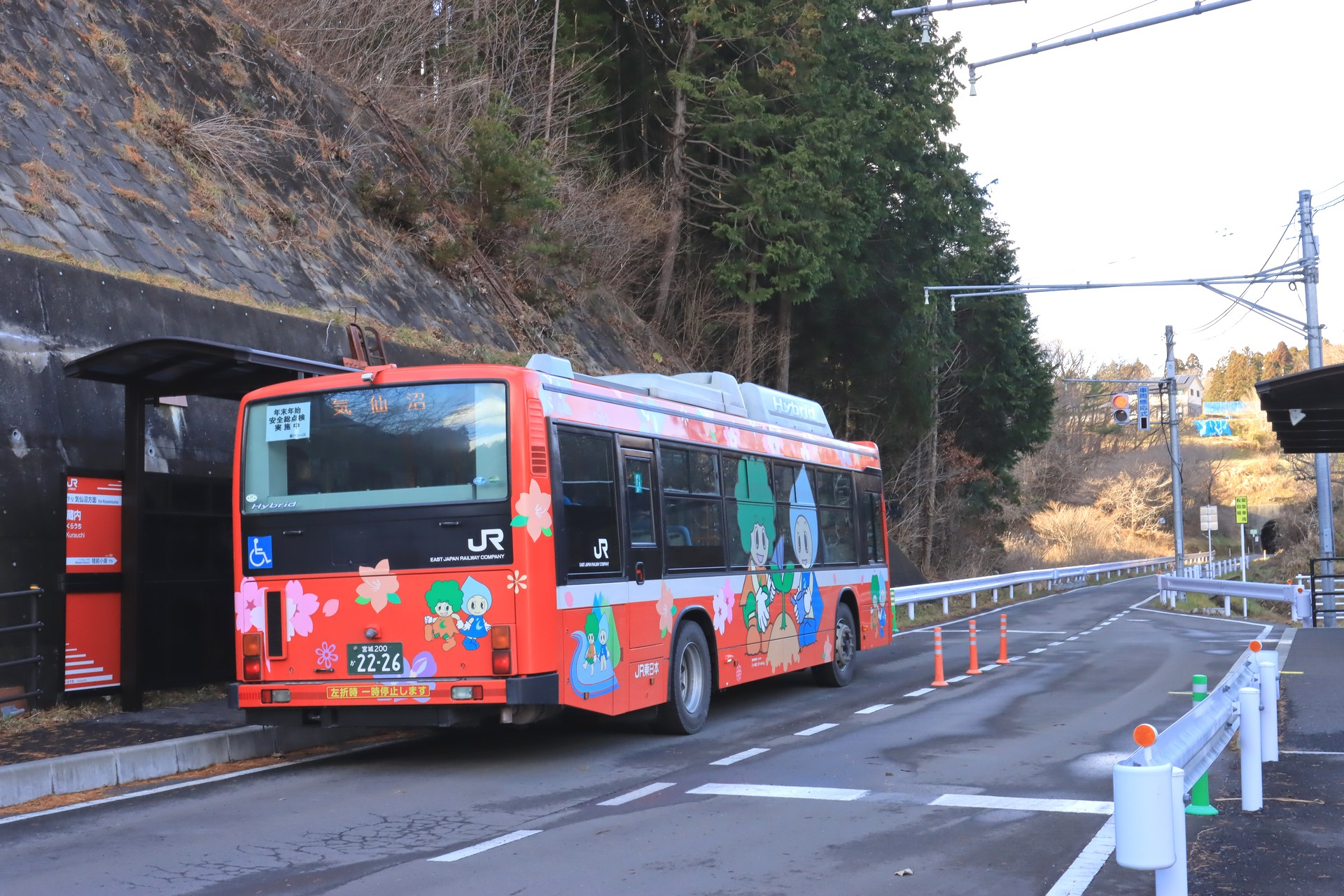
専用道上の駅と交互通行用の信号設備（蔵内駅）
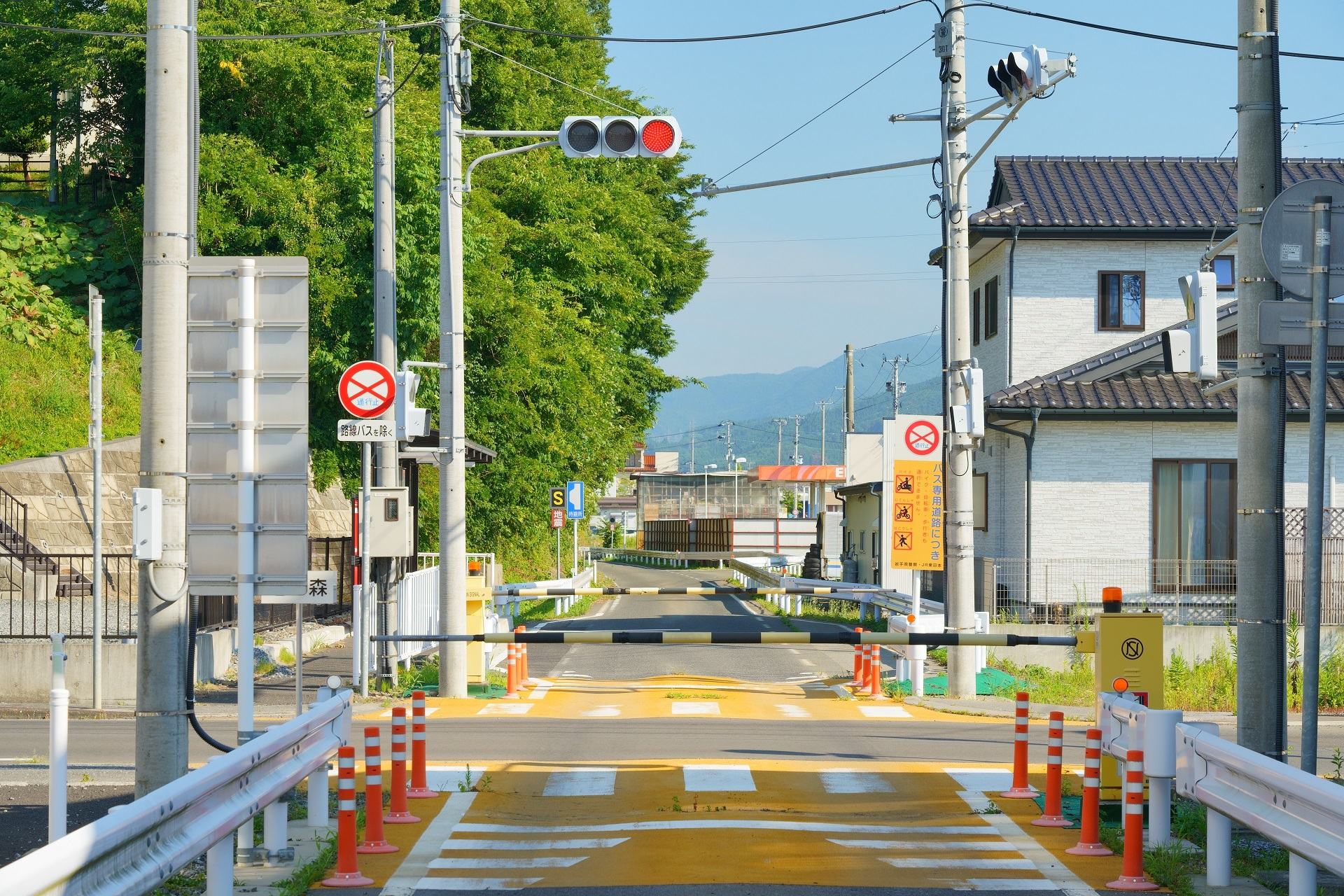
交差点付近で使用される交通設備（地ノ森駅）
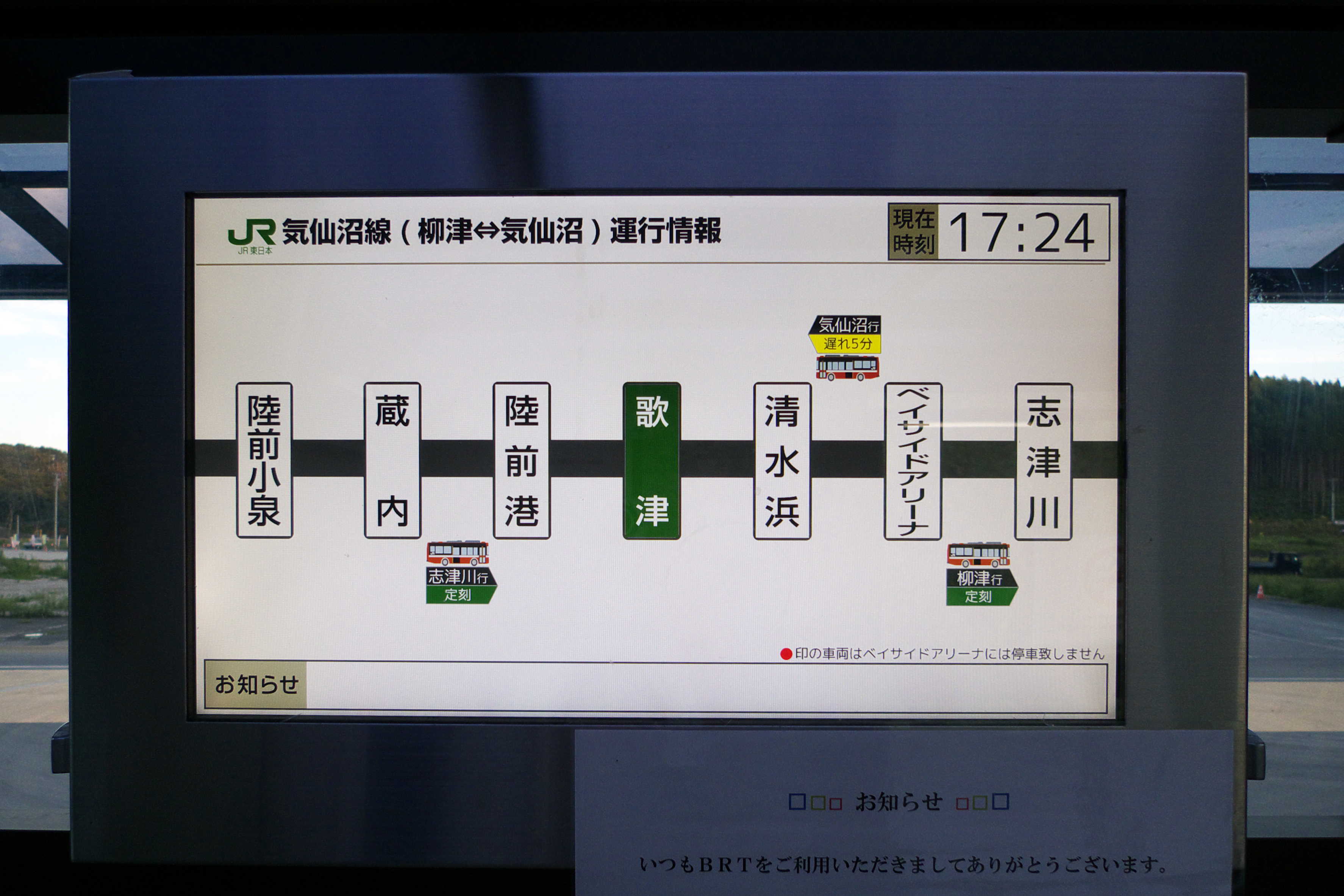
BRTの駅待合室に設置されたロケーションシステム（歌津駅）

## 法令上の扱い
- 東日本旅客鉄道株式会社一般乗合旅客自動車運送事業取扱規則[8]は、以下で条数のみ記載する。

BRTの路線は規則上では「自動車線」（2条6号）と称され、道路運送法に基づく一般乗合旅客自動車運送事業として運行されている。そのためBRT区間では旅客営業規則の代わりに一般乗合旅客自動車運送事業取扱規則が適用される。ただし、前谷地駅・柳津駅・気仙沼駅において鉄道線に乗り継ぐ場合については、BRT区間においても旅客営業規則が適用される（2条7号、47条）。通学定期券や通学回数券、団体乗車券に関しても、旅客営業規則の規定を準用している（10条、11条、12条）。
BRT区間に設置されている「駅」は、一般乗合旅客自動車運送事業における停留所であり（2条1号）、鉄道事業法上の駅（同法施行規則別表第一）とは異なる。

## 歴史

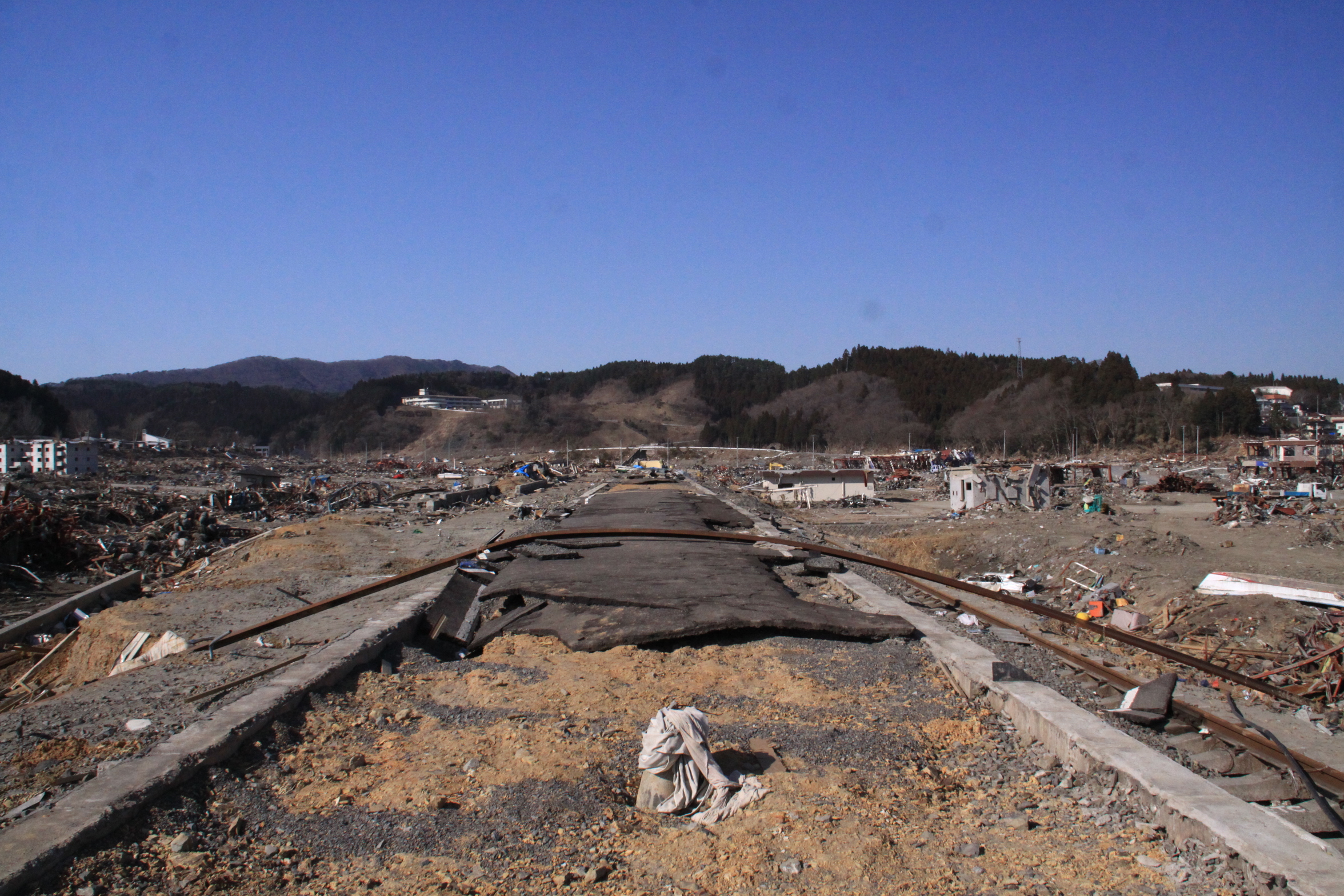
津波で流失した駅設備（志津川駅）

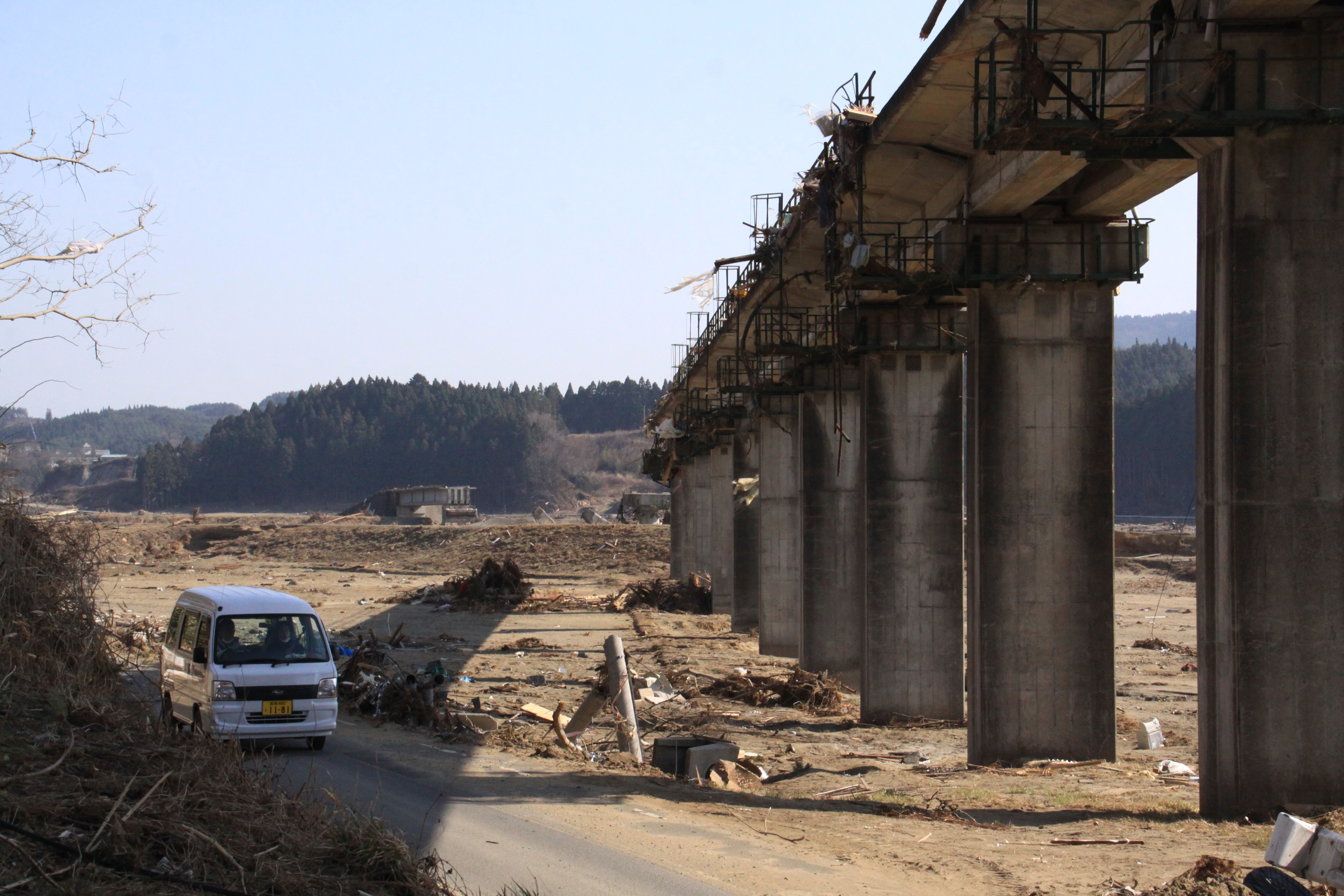
橋桁を越える高さの津波を受け落橋した（津谷川橋）

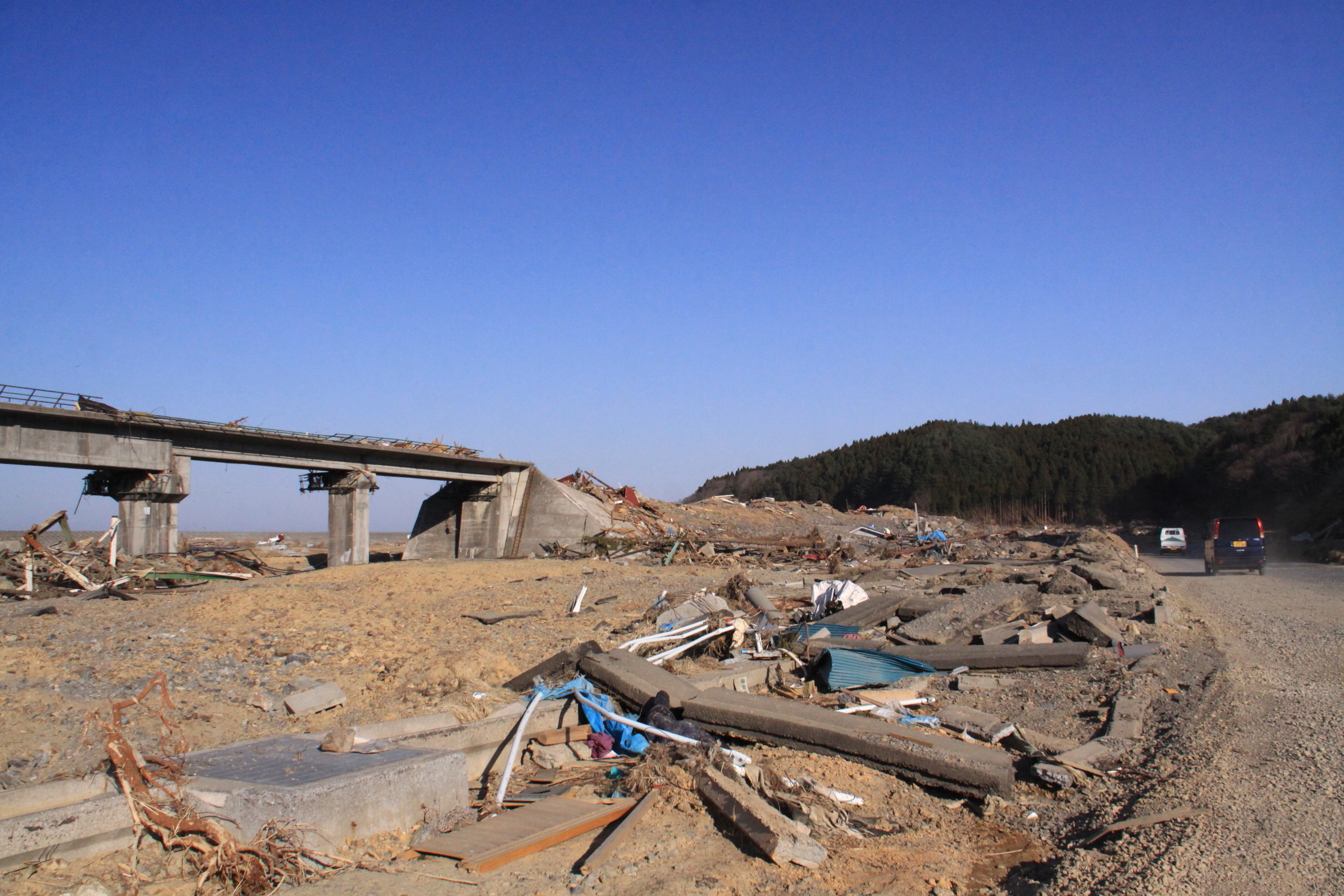
橋の右側の路盤が流されている（陸前小泉駅）

### 気仙沼線
2011年（平成23年）3月11日に発生した東北地方太平洋沖地震（東日本大震災）では気仙沼線全線が不通となった。特に、地震による津波で陸前戸倉駅、志津川駅、歌津駅、陸前港駅、陸前小泉駅、小金沢駅、最知駅、松岩駅、南気仙沼駅が流失、津谷川橋（気仙沼市本吉町：陸前小泉駅 - 本吉駅間）が落橋、各所で路盤・築堤が流失（消失）するなど、沿岸部を通る陸前戸倉駅 - 南気仙沼駅間は壊滅した。同年4月29日には前谷地駅 - 柳津駅間が復旧したが、残る区間の復旧は自治体の復興計画において路線の変更があるために年単位になることをJR東日本は明らかにしていた。JR東日本は不通区間の鉄路復旧について、自社で負担する震災前の状態への復旧費300億円、公的支援が必要なルート移設などにかかる400億円の合計700億円の費用や利用者数減少の見込みから断念する意向を示した。
不通区間については2012年（平成24年）5月にBRT方式での仮復旧に沿線自治体が合意し、同年内のBRTの運行開始を目指して工事が始まり、同年8月20日よりバス代行運転扱いで暫定的な運行を開始した。同年12月22日より、JR東日本がバス事業者となりBRTの本格運行を開始した。
2021年（令和3年）12月27日に大谷海岸駅 - 陸前階上駅間で専用道が供用開始されたことで、予定された専用道の整備が全て完了した。専用道を使用せずに一般道を走行するのは、以下の箇所となる。
前谷地駅 - 柳津駅間
この区間は鉄道路線が存続しているが、石巻線との接続の利便性を図るためBRTも運行しており、BRTは旧北上川を挟み鉄道路線の東側に並行する県道を走行する。BRTの区間に途中停車駅は設けられていない。
陸前戸倉駅 - 清水浜駅間
旧志津川駅付近にあった南三陸町役場や公立志津川病院（→南三陸病院）が移転し、周辺は南三陸町震災復興祈念公園として整備された。BRTは一般道で役場・病院の移転先を含む市街地を経由するルートとなり、旧志津川駅の前後1 kmの区間は、JR東日本が再整備を行った上で南三陸町に譲与された。
本吉駅 - 大谷まち駅間
JR東日本は防災上の懸念からこの区間を従前の位置で復旧することに否定的であり、海岸沿いを経由する小金沢駅西側から大谷海岸駅東側にかけて、BRTは山側に並行する国道45号を走行する。大谷海岸駅付近では防潮堤と国道45号が一体化して整備され、国道と並行していた鉄道跡地も防潮堤の用地となった。
松岩駅 - 気仙沼市立病院駅 - 南気仙沼駅間
ほとんどの便は、赤岩港駅を経由する専用道を走行するが、一部の便は国道45号の気仙沼バイパス沿いにある気仙沼市立病院駅経由の一般道を走行する。市立病院の移転に伴い気仙沼市立病院駅が開業した当初は実証運行という位置づけだったが、その後本運行となり、専用道とは異なるルートとして常設化された（詳細は駅の記事を参照）。

### 大船渡線
2011年（平成23年）の東北地方太平洋沖地震（東日本大震災）では沿岸部で津波による大きな被害を受けた。駅舎は竹駒駅 - 細浦駅の各駅と大船渡駅が流失し、橋梁は陸前矢作駅 - 竹駒駅間の気仙川橋梁が橋脚から押し流されるなど3箇所が流失した。
不通区間の気仙沼駅 - 盛駅間では2013年3月よりBRTの運行を開始した。JR東日本は不通区間の鉄路での復旧について、自社で負担する原状復旧費130億円、沿線自治体などの公的支援が必要な安全面やまちづくりにかかる270億円の総額400億円の費用に加えて、利用者数減少の見込みから断念する意向を示した。
2024年（令和6年）3月16日、陸前矢作駅 - 竹駒駅間の気仙川橋梁の再建が完了し、この橋梁周辺の専用道を供用開始したことで、予定された専用道の整備が全て完了した。専用道を使用せずに一般道を走行するのは、以下の箇所となる。
気仙沼駅 - 鹿折唐桑駅 - 上鹿折駅間
気仙沼駅 - 鹿折唐桑駅間は専用道が整備されており、盛方面へ運行するBRTは専用道を走行するが、上鹿折駅方面を運行するミヤコーバス鹿折金山線は大船渡線BRT扱いの区間も含めて全区間一般道を走行する。詳細は#大船渡線BRT（上鹿折方面）を参照。
鹿折唐桑駅 - 長部駅 - 陸前高田駅間
BRTの運行にあたって、県境を跨ぐこの区間は旧鉄道の経路より距離が短く道路整備も良好な国道45号を経由している。この経路から外れた鹿折唐桑駅 - 上鹿折駅 - 陸前矢作駅間の鉄道跡地及び上鹿折駅 - 陸前矢作駅間の県境に所在する飯森トンネルは活用されておらず、上鹿折駅と陸前矢作駅の両駅間を直接つなぐBRTは運行されていない。JR東日本は専用道整備に係る費用対効果の面で鹿折唐桑駅 - 陸前矢作駅間の専用道化については消極的である。陸前高田市は二又地域住民の要望として陸前矢作駅より上鹿折駅方面に通じる区間の専用道化を取り上げているが、気仙沼市では現行ルートでの運行を前提に唐桑大沢駅を整備したことやミヤコーバス鹿折金山線のBRT運賃が住民に浸透しつつあることから、市としては取り上げていない。
竹駒駅 - 浜田川橋梁付近
区画整理事業によりかさ上げ地に換地された陸前高田駅付近を含め、鉄道跡地に相当する空間は確保されたが、この経路から外れた地点に栃ヶ沢公園駅、高田高校前駅、高田病院駅が設置されており、専用道が整備される計画はない。なお、鉄道跡地の一部は高田松原津波復興祈念公園や高田松原運動公園の園地に取り込まれている。
浜田川橋梁付近 - 小友駅
周辺が移転促進区域に指定されていることから、JR東日本は当初よりこの区間を従前の位置で復旧することに否定的であり、鉄道跡地は活用されていない。陸前高田市は米崎・小友地区住民の要望としてこの区間の遊歩道化を取り上げている。

### 年表

#### 鉄道の仮復旧としてのBRTの運行開始
- 2011年（平成23年）3月11日：東北地方太平洋沖地震（東日本大震災）発生により気仙沼線・大船渡線全線が不通となる。気仙沼線前谷地駅 - 柳津駅間と大船渡線一ノ関駅 - 気仙沼駅間は4月までに運転を再開。
- 2012年（平成24年）
  - 5月7日：JR東日本が提示した気仙沼線のBRT方式による“仮復旧”に対して、沿線の気仙沼市、南三陸町、登米市が合意[19]。
  - 5月21日：陸前階上 - 最知間でBRT方式のための工事開始[9]。
  - 8月1日：気仙沼線BRTの運営を担う組織として、本社の復興企画部直轄の「気仙沼線BRT営業所」を大船渡線営業所に隣接して開所。BRT運行に併せて宮城県バス協会に入会したことにより、JR東日本グループ2社（ジェイアールバス東北・JR東日本）が同協会に加盟することとなった上に、JR東日本では1988年に一度バス事業を分社化して撤退して以来24年ぶりにバス事業者への復帰を正式に果たした。
  - 8月20日：陸前階上 - 最知間の専用道化工事完成に伴い、柳津 - 気仙沼間でバス代行運転扱いとしてBRTによる暫定サービス提供開始。ミヤコーバスによるバス振替輸送は前日8月19日の運行をもって終了[報道 7]。【駅新設】ベイサイドアリーナ
  - 10月4日：大船渡線のBRTによる仮復旧に沿線の大船渡市、陸前高田市、気仙沼市がJR東日本と合意[19]。
  - 12月22日：柳津 - 気仙沼間のBRTの本格的な運行を開始[報道 2]。同時に、歌津 - 陸前港間の専用道供用開始。
- 2013年（平成25年）
  - 2月1日：気仙沼線BRT営業所が大船渡線BRTの運営も担うため「気仙沼BRT営業所」に改称。これに合わせてJR東日本が岩手県バス協会にも入会。
  - 3月2日：大船渡線BRT運行開始[報道 1]。大船渡駅 - 盛駅間で専用道 (1.9 km) が供用開始。長部駅（鹿折唐桑駅 - 陸前高田駅間）、高田病院駅（陸前高田駅 - 脇ノ沢駅間）を新設。高田病院駅 - 下船渡駅間で国道45号を経由する便は脇ノ沢駅・小友駅・細浦駅を経由しないこととされた。
  - 4月25日：気仙沼線BRTダイヤ改正[報道 8]。本吉 - 小金沢、大谷海岸 - 陸前階上、最知 - 松岩、不動の沢 - 気仙沼の4区間で専用道供用開始。専用道延長は合計で 11.6 km となる。
  - 7月13日：臨時駅として、奇跡の一本松駅（長部駅 - 陸前高田駅間）を新設[報道 9]。
  - 8月3日：上鹿折方面を除くBRT区間にBRT専用ICカード乗車券「odeca」を導入[報道 10]。
  - 9月5日：気仙沼線BRTダイヤ改正[報道 11]。陸前戸倉 - 志津川、志津川 - 清水浜、陸前港 - 陸前小泉の3区間で専用道供用開始。専用道延長は合計で 21.7 km となる。
  - 9月28日：大船渡線BRTダイヤ改正[報道 9]。竹駒駅付近および小友駅 - 大船渡駅間の専用道が供用開始（専用道の距離が 3.2 km から 13.7 km に）、高田病院駅 - 下船渡駅間で国道45号を経由する便を廃止。碁石海岸口駅（小友駅 - 細浦駅間）を新設。
- 2014年（平成26年）
  - 4月17日：気仙沼線BRTダイヤ改正[報道 12]。不動の沢 - 気仙沼間で専用道区間延長。専用道延長は合計で 22.7 km となる。
  - 10月1日：奇跡の一本松駅を常設化[報道 13]。
- 2015年（平成27年）
  - 3月14日：大船渡線BRTダイヤ改正[報道 14]。高田高校前駅（陸前高田駅 - 高田病院駅間）を新設。気仙沼駅 - 鹿折唐桑駅間の専用道が供用開始。ICカード「Suica」の取り扱い開始（上鹿折方面を除く）[報道 15]。
  - 6月27日：気仙沼線BRTダイヤ改正[報道 16]。前谷地駅 - 柳津駅間でBRTの運行を開始。
  - 10月5日：歌津駅 - 陸前小泉駅の専用道が河川工事により使用停止[報道 17]。
  - 12月5日：大船渡魚市場前駅（下船渡駅 - 大船渡駅間）を新設[報道 18]。
  - 12月25日：大船渡線のBRTによる本復旧に沿線の大船渡市、陸前高田市、気仙沼市がJR東日本と合意[新聞 6]。
- 2016年（平成28年）3月18日 : 気仙沼線のBRTによる本復旧に沿線自治体がJR東日本と合意[20]。

#### BRTでの本復旧決定後
- 2017年（平成29年）
  - 4月1日：大船渡線BRTダイヤ改正[報道 19]。八幡大橋（東陵高校）駅（鹿折唐桑駅 - 長部駅間）を新設。
  - 4月27日：大船渡線BRTダイヤ改正[報道 20]。まちなか陸前高田駅（陸前高田駅 - 高田高校前駅間）を新設。
  - 11月2日：ダイヤ改正[報道 21]。気仙沼市立病院駅を新設。
- 2018年（平成30年）
  - 4月1日：大船渡線BRTダイヤ改正[報道 22]。陸前高田駅を移設し、移転先付近にあったまちなか陸前高田駅を廃止、移転元付近に栃ヶ沢公園駅（竹駒駅 - 陸前高田駅間）を新設。一部の便は高田高校前駅・高田病院駅を経由しないこととしスピードアップ。
  - 7月1日：気仙沼線BRTダイヤ改正[報道 23]。柳津駅 - 陸前戸倉駅、最知駅 - 松岩駅の2区間で専用道供用開始。志津川中央団地駅を新設。ベイサイドアリーナ駅を南三陸町役場・病院前駅に改称。
  - 8月1日：脇ノ沢駅 - 小友駅間で専用道区間延長[報道 24]。
- 2019年（平成31年・令和元年）
  - 1月29日：竹駒駅周辺でJR東日本など7社が2018年12月から2019年3月まで実施している自動運転バスの実験を、報道陣に公開[新聞 7]。
  - 3月16日：ダイヤ改正[報道 25]。岩月駅（最知駅 - 松岩駅間）、唐桑大沢駅（八幡大橋〈東陵高校〉駅 - 長部駅間）及び西下駅（脇ノ沢駅 - 小友駅間）を新設。陸前矢作駅を移設し、陸前矢作駅 - 竹駒駅間で専用道区間延長。
  - 6月15日：気仙沼線BRTダイヤ改正[報道 26]。清水浜 - 歌津間で専用道供用開始。
  - 10月13日：令和元年東日本台風（台風19号）の影響により、陸前横山 - 陸前戸倉間および清水浜 - 歌津間の専用道で土砂が流入する被害を受ける。これに伴い、柳津 - 陸前戸倉間および志津川中央団地 - 陸前港間の専用道が使用停止となり、一般道での迂回運転を実施[報道 27]。令和元年東日本台風の影響により、下船渡駅 - 大船渡魚市場前駅間の専用道で土砂が流入、大船渡魚市場前駅 - 大船渡駅間の専用道で路肩が崩落する被害を受ける。これに伴い、小友駅 - 盛駅間の専用道が使用停止となり、一般道での迂回運転を実施[報道 27]。
  - 10月27日：柳津 - 陸前戸倉間および志津川中央団地 - 陸前港間の専用道が使用再開し、一般道での迂回運転を解除[報道 27]。小友駅 - 盛駅間の専用道が使用再開し、一般道での迂回運転を解除[報道 27]。
  - 11月1日：気仙沼線BRTダイヤ改正[報道 28]。2015年10月5日から使用停止となっていた区間を含む、陸前港駅 - 本吉駅で専用道供用開始。
  - 11月12日：JR東日本がBRT運行区間の鉄道事業廃止届を提出[報道 4]。
- 2020年（令和2年）
  - 1月31日：JR東日本がBRT運行区間の鉄道事業の廃止日を繰り上げる旨の届出を提出[報道 5]。
  - 3月14日：ダイヤ改正[報道 29]。気仙沼線BRTでは松岩駅 - 不動の沢駅間の専用道供用開始に伴い、南気仙沼駅を専用道上に移設するとともに赤岩港駅を新設。気仙沼市立病院駅を経由する便は削減された上で、移転後の南気仙沼駅を回り込む形で専用道に合流する。大船渡線BRTでは陸前今泉駅・大船渡丸森駅・地ノ森駅・田茂山駅を新設。陸前今泉駅・高田高校前駅・高田病院駅を通過する便は快速と表示するようになる。平日朝に大船渡線BRT鹿折唐桑駅発・気仙沼線BRT本吉駅行きの直通便を運行開始。
  - 4月1日：BRT運行区間の鉄道事業を廃止[報道 5][21][注 3]。

#### BRT導入区間での鉄道事業廃止以降
- 2020年（令和2年）
  - 4月25日：大船渡線BRTにおいて、同日発生した国道45号の通行止めの影響に伴い、気仙沼駅 - 奇跡の一本松駅間で当面の間運転見合わせとなる[報道 30]。
  - 4月29日：大船渡線BRTにおいて、国道45号の通行止めの解除に伴い、気仙沼駅 - 奇跡の一本松駅間で運転再開[報道 31]。
- 2021年（令和3年）
  - 1月18日 - 3月15日：気仙沼線BRT柳津駅 - 陸前横山駅間のBRT専用道でBRT自動運転実証実験を実施[報道 32][報道 33]。
  - 3月13日：ダイヤ改正[報道 34]。気仙沼線BRTでは大谷海岸駅を道の駅大谷海岸へ移設（同年3月28日実施[報道 35]）するため前後の駅間所要時間を1分延長し、早朝に陸前小泉駅始発の志津川駅行き快速便を新設。大船渡線BRTでは八幡大橋（東陵高校）駅 - 唐桑大沢駅間の経路を3月6日に新規開通した三陸道気仙沼鹿折IC経由に変更し、早朝に陸前高田駅発気仙沼駅行きの快速便を新設。
  - 4月26日 - 9月30日：気仙沼線BRT柳津駅 - 陸前横山駅間のBRT専用道で、バス自動運転の実証実験を実施[報道 36][22]。
  - 9月14日 - 9月19日：気仙沼線BRT柳津駅 - 陸前横山駅間のBRT専用道で、自動運転バス試乗会を実施[報道 37]。
  - 12月27日：気仙沼線BRTの大谷海岸駅 - 陸前階上駅間でBRT専用道が完成し、供用を開始[10]。
- 2022年（令和4年）
  - 3月12日：ダイヤ改正[報道 38]。気仙沼線BRTで大谷まち駅・東新城駅、大船渡線BRTで内湾入口（八日町）駅を新設[報道 39][報道 40][23][24]。大船渡線BRTの高田病院駅 - 脇ノ沢駅間の経路変更により普通便の所要時間を4分短縮。気仙沼駅 - 陸前高田駅間で日中時間帯に1往復設定し、夜間の運行本数を見直し。
  - 10月1日：道の駅さんさん南三陸開業に伴い志津川駅が道の駅さんさん南三陸敷地内に移転[報道 41]。
  - 12月5日：気仙沼線BRT柳津駅 - 陸前横山駅間で、一部の便での自動運転を開始[報道 42][25]。
- 2023年（令和5年）
  - 3月18日：ダイヤ改正[報道 43]。両線ともパターン的なダイヤ設定を行い、一部の便のダイヤを見直し。気仙沼線BRTでは通学時間帯に増便。
  - 4月4日：気仙沼線BRTで実施している自動運転について、自動運転区間の延伸、自動化レベル2から4への引き上げを2024年秋頃までに目指すことをJR東日本が発表[報道 44]。
- 2024年（令和6年）
  - 3月16日：ダイヤ改正[報道 6]。気仙沼線BRTでは前谷地駅 - 柳津駅間、小金沢駅 - 大谷海岸駅間、松岩駅 - 気仙沼市立病院駅 - 南気仙沼駅間の運転時分見直しにより所要時間を短縮。大船渡線BRTでは陸前矢作駅 - 竹駒駅間の専用道供用開始、栃ヶ沢公園駅周辺 - 陸前高田駅間の経路見直しにより所要時間を短縮。終点駅の1つ手前の駅で、その先の乗客がいない場合に運行を終了することができる「効率的な運行」を開始。
  - 3月22日：国土交通省東北運輸局が、気仙沼線BRT柳津駅 - 陸前横山駅間での自動運転レベル4を認可[報道 45][26]。
  - 10月28日：気仙沼線BRTでの自動運転レベル4の運転開始時期について、2024年秋頃としていた予定を見直すことをJR東日本が発表[報道 46]。
- 2025年（令和7年）3月15日：ダイヤ改正[報道 47]。両線の一部便で運転取りやめや運転区間短縮を行う。その他、大船渡線ダイヤ見直しに伴う変更や栃ヶ沢公園駅 - 陸前高田駅間の所要時間短縮を実施。

#### 迂回運転
BRT専用道や一般道の所定の経路が一時的に走行できない場合、別経路に迂回して運転する。
2020年度以降、JR東日本がニュースリリースとして発表した迂回運転は以下の通りである。
| 日程                    | 路線                    | 区間                                            | 理由                                                   | 備考                                                                                   | 出典                    |
| 2020年（令和2年）       | 2020年（令和2年）       | 2020年（令和2年）                               | 2020年（令和2年）                                      | 2020年（令和2年）                                                                      | 2020年（令和2年）       |
| ----------------------- | ----------------------- | ----------------------------------------------- | ------------------------------------------------------ | -------------------------------------------------------------------------------------- | ----------------------- |
| 5月11日 - 5月31日       | 大船渡線BRT             | 小友駅 - 盛駅                                   | 大船渡市内のBRT専用道における道路設備の工事            | 朝の時間帯の一部便を除く                                                               | [ 報道 48 ]             |
| 8月12日 - 11月30日      | 気仙沼線BRT             | 志津川中央団地駅 - 陸前港駅                     | 南三陸町内のBRT専用道における信号設備の工事            |                                                                                        | [ 報道 49 ]             |
| 11月16日 - 12月13日     | 気仙沼線BRT             | 柳津駅 - 陸前戸倉駅                             | BRT自動運転実証実験に伴う工事および実験                |                                                                                        | [ 報道 32 ]             |
| 2021年（令和3年）       |                         |                                                 |                                                        |                                                                                        |                         |
| 1月7日 - 1月31日        | 大船渡線BRT             | 碁石海岸口駅 - 大船渡駅                         | 大船渡市内のBRT専用道における舗装修繕工事              |                                                                                        | [ 報道 50 ]             |
| 1月12日 - 3月15日       | 気仙沼線BRT             | 柳津駅 - 陸前戸倉駅                             | BRT自動運転実証実験に伴う工事および実験                |                                                                                        | [ 報道 32 ]             |
| 3月1日 - 3月25日        | 気仙沼線BRT             | 志津川中央団地駅 - 陸前港駅                     | 南三陸町内のBRT専用道における信号設備の工事            | 2020年8月12日からの工事とは別の場所で実施                                              | [ 報道 51 ]             |
| 4月26日 - 9月30日       | 気仙沼線BRT             | 柳津駅 - 陸前戸倉駅                             | BRT自動運転実証実験に伴う工事および実験                |                                                                                        | [ 報道 52 ]             |
| 6月17日                 | 大船渡線BRT             | 奇跡の一本松駅、陸前高田駅周辺                  | 東京2020オリンピック聖火リレー開催に伴う通行規制       | 18:20 - 20:20 の間で通行規制                                                           | [ 報道 53 ]             |
| 6月19日                 | 気仙沼線BRT             | 南三陸町役場・病院前駅周辺                      | 東京2020オリンピック聖火リレー開催に伴う通行規制       | 12:10 - 14:20 の間で通行規制                                                           | [ 報道 53 ]             |
| 9月1日 - 9月30日        | 大船渡線BRT             | 気仙沼駅 - 鹿折唐桑駅                           | 新駅設置工事                                           |                                                                                        | [ 報道 54 ]             |
| 9月1日 - 10月13日       | 大船渡線BRT             | 小友駅 - 地ノ森駅                               | 岩手県道230号線との交差点の拡幅工事                    |                                                                                        | [ 報道 54 ]             |
| 10月1日 - 10月31日      | 気仙沼線BRT             | 柳津駅 - 陸前戸倉駅                             | BRT専用道の補修工事                                    |                                                                                        | [ 報道 55 ]             |
| 10月9日                 | 大船渡線BRT             | 奇跡の一本松駅、陸前高田駅、高田高校前駅周辺    | 三陸花火競技大会開催に伴う交通規制                     | 12:00以降終日実施                                                                      | [ 報道 56 ]             |
| 11月8日 - 11月30日      | 気仙沼線BRT             | 志津川中央団地駅 - 陸前港駅                     | 第2細浦トンネルのBRT専用道補修工事                     |                                                                                        | [ 報道 57 ]             |
| 2022年（令和4年）       |                         |                                                 |                                                        |                                                                                        |                         |
| 1月17日 - 1月26日       | 大船渡線BRT             | 陸前矢作駅および駅付近の専用道                  | 陸前矢作駅 - 越戸内アプローチ間のBRT専用道舗装工事     |                                                                                        | [ 報道 58 ]             |
| 4月13日 - 5月19日       | 大船渡線BRT             | 小友駅 - 地ノ森駅                               | 大船渡市による市道下平線とBRT専用道の交差点拡幅工事    |                                                                                        | [ 報道 59 ]             |
| 4月29日                 | 大船渡線BRT             | 奇跡の一本松駅、陸前高田駅、高田高校前駅周辺    | 三陸花火大会開催に伴う交通規制                         | 14:00頃以降終日実施                                                                    | [ 報道 60 ]             |
| 5月9日 - 12月4日        | 気仙沼線BRT             | 柳津駅 - 陸前戸倉駅                             | 自動運転の実証実験および試乗会                         |                                                                                        | [ 報道 42 ] [ 報道 61 ] |
| 10月8日                 | 大船渡線BRT             | 奇跡の一本松駅、陸前高田駅、高田高校前駅周辺    | 三陸花火競技大会開催に伴う交通規制                     | 13:00頃以降終日実施                                                                    | [ 報道 62 ]             |
| 11月1日 - 12月25日      | 大船渡線BRT             | 小友駅 - 地ノ森駅                               | BRT専用道の維持工事                                    |                                                                                        | [ 報道 63 ]             |
| 2023年（令和5年）       |                         |                                                 |                                                        |                                                                                        |                         |
| 1月17日 - 3月23日       | 大船渡線BRT             | 細浦駅 - 地ノ森駅                               | BRT専用道の護岸工事                                    |                                                                                        | [ 報道 64 ]             |
| 4月30日                 | 大船渡線BRT             | 奇跡の一本松駅、陸前高田駅、高田高校前駅周辺    | 三陸花火大会開催に伴う交通規制                         | 14:00頃以降終日実施                                                                    | [ 報道 65 ]             |
| 5月8日 - 11月30日       | 気仙沼線BRT             | 柳津駅 - 水尻川AP                               | 自動運転区間の延伸工事および走行試験                   | 「水尻川AP」は陸前戸倉駅 - 志津川駅間の専用道の終端地点                                | [ 報道 44 ]             |
| 5月22日 - 2024年3月頃   | 大船渡線BRT             | 陸前矢作駅 - 栃ヶ沢公園駅                       | 専用道の延伸工事                                       |                                                                                        | [ 報道 66 ]             |
| 6月2日 - 6月4日         | 大船渡線BRT             | 奇跡の一本松駅周辺                              | 第73回全国植樹祭の準備および開催                       |                                                                                        | [ 報道 67 ]             |
| 8月1日 - 10月31日       | 大船渡線BRT             | 碁石海岸口駅 - 地ノ森駅                         | 碁石海岸口 - 細浦間のBRT専用道脇の補修工事             | 8月1日20:00頃以降実施 10月6日 - 9日は大船渡駅の臨時乗降場を変更                        | [ 報道 68 ] [ 報道 69 ] |
| 10月8日                 | 大船渡線BRT             | 奇跡の一本松駅、高田高校前駅周辺                | 三陸花火競技大会開催に伴う交通規制                     | 16:30頃以降終日実施                                                                    | [ 報道 70 ]             |
| 11月1日 - 11月29日      | 大船渡線BRT             | 細浦駅 - 盛駅                                   | BRT専用道の補修工事                                    | 地ノ森 - 盛駅間は新規工事区間                                                          | [ 報道 71 ]             |
| 12月1日 - 2025年2月28日 | 気仙沼線BRT             | 1 : 陸前戸倉駅 - 水尻川AP 2 : 柳津駅 - 水尻川AP | 自動運転区間の延伸工事および走行試験等                 | 1 : 12月1日始発便 - 2024年2月29日最終便まで 2 : 2024年3月1日始発便 - 2025年2月28日まで | [ 報道 72 ] [ 報道 73 ] |
| 2024年（令和6年）       |                         |                                                 |                                                        |                                                                                        |                         |
| 1月22日 - 2月28日       | 大船渡線BRT             | 細浦駅 - 地ノ森駅                               | BRT専用道内の工事                                      |                                                                                        | [ 報道 74 ]             |
| 4月28日                 | 大船渡線BRT             | 奇跡の一本松駅、高田高校前駅周辺                | 三陸花火大会開催に伴う交通規制                         | 17:30頃以降終日実施                                                                    | [ 報道 75 ]             |
| 6月3日 - 6月7日         | 気仙沼線BRT 大船渡線BRT | 東新城駅 - 気仙沼駅                             | 気仙沼駅構内のBRT専用道工事                            |                                                                                        | [ 報道 76 ]             |
| 6月10日 - 6月27日       | 大船渡線BRT             | 細浦駅 - 地ノ森駅                               | BRT専用道内の工事                                      |                                                                                        | [ 報道 77 ]             |
| 6月24日 - 7月15日       | 気仙沼線BRT             | 志津川中央団地駅 - 陸前港駅                     | BRT専用道工事                                          |                                                                                        | [ 報道 78 ]             |
| 10月13日                | 大船渡線BRT             | 奇跡の一本松駅、高田高校前駅周辺                | 三陸花火競技大会開催に伴う交通規制                     | 16:30頃以降終日実施                                                                    | [ 報道 79 ]             |
| 10月15日 - 12月15日     | 大船渡線BRT             | 小友駅 - 地ノ森駅                               | BRT専用道内の工事                                      |                                                                                        | [ 報道 80 ]             |
| 11月1日 - 12月19日      | 気仙沼線BRT             | 大谷海岸駅 - 南気仙沼駅                         | BRT専用道内の工事                                      | 松岩駅 - 南気仙沼駅間は専用道経由のみ迂回                                              | [ 報道 81 ]             |
| 12月8日                 | 大船渡線BRT             | 陸前高田駅、高田高校前駅周辺                    | 「奇跡の一本松マラソン2024」の開催に伴う交通規制のため | 始発から12時までの便で実施                                                             | [ 報道 82 ]             |
| 2025年（令和7年）       |                         |                                                 |                                                        |                                                                                        |                         |
| 1月14日 - 3月6日        | 気仙沼線BRT             | 松岩駅 - 南気仙沼駅                             | 気仙沼市による南気仙沼駅付近の交差点新設工事           | 専用道経由便のみ迂回                                                                   | [ 報道 83 ]             |

## 運行形態

### 気仙沼線BRT
下り35便（うち3便は平日のみ運行）、上り33便が設定されている。前谷地駅 - 気仙沼駅を運行する便のほか、柳津駅・陸前戸倉駅・志津川駅・本吉駅 - 気仙沼駅、柳津駅 - 本吉駅（上り初発便および下り最終便のみ）に区間便が設定されており、気仙沼駅に向かって本数が増加していく。また、平日のみ朝の上り1便が大船渡線BRT鹿折唐桑駅からの直通運転となる。
前谷地駅 - 柳津駅間は鉄道とBRTが並行して運行され、鉄道はこの区間で和渕駅・のの岳駅・陸前豊里駅・御岳堂駅に停車するが、BRTはノンストップである。
早朝に上りの快速便1便が陸前小泉駅 - 志津川駅間で設定されている。終点の志津川駅（道の駅さんさん南三陸）にて南気仙沼駅発仙台駅方面行きの高速バスに接続が図られ、高速バスの通過しない専用道沿い各駅の利便性が確保されている。
松岩駅 - 南気仙沼駅間は、専用道上の赤岩港駅と、一般道上にある気仙沼市立病院駅のいずれかを経由する。気仙沼市立病院駅を経由する便は毎日3往復で、すべて本吉駅発着である。その他の便は赤岩港駅を経由する。
柳津駅 - 気仙沼駅間の大半が鉄道から転換されたバス専用道となっている。また、柳津駅 - 陸前横山駅間では一部の便で自動運転を行っている。

### 大船渡線BRT（盛方面）
気仙沼駅、陸前矢作駅を起点に、陸前高田駅で合流して盛駅へ向かう運行形態となっている。気仙沼駅 - 盛駅、陸前矢作駅 - 盛駅の通し運転を主体に、陸前高田駅から気仙沼駅・陸前矢作駅・盛駅各方面の区間便も設定されている。
区間ごとの便数は、気仙沼駅 - 陸前高田駅間が下り15便・上り14便、陸前矢作駅 - 陸前高田駅間が下り18便・上り19便、陸前高田駅 - 盛駅間が下り27便・上り26便であり、それぞれ一部の便は平日のみ運行となっている。また、気仙沼駅 - 盛駅間の一部の便（区間便も含む）は快速として、陸前今泉駅・高田高校前駅・高田病院駅を経由せずに運行している。
この他、平日のみ鹿折唐桑駅始発で気仙沼線BRTへ直通する上り1便が設けられている。
気仙沼駅 - 鹿折唐桑駅間、陸前矢作駅 - 竹駒駅間、小友駅西側 - 盛駅間がバス専用道となっている。
八幡大橋（東陵高校）駅 - 唐桑大沢駅間では高速道路（三陸道気仙沼鹿折IC - 唐桑小原木IC間）を経由する。BRTの車両は座席にシートベルトがなく、立って乗車する場合もあることから、保安基準の緩和を受けた上で、三陸道では時速60キロメートルを上限として走行しており、車両の前後にその旨の表示がある。

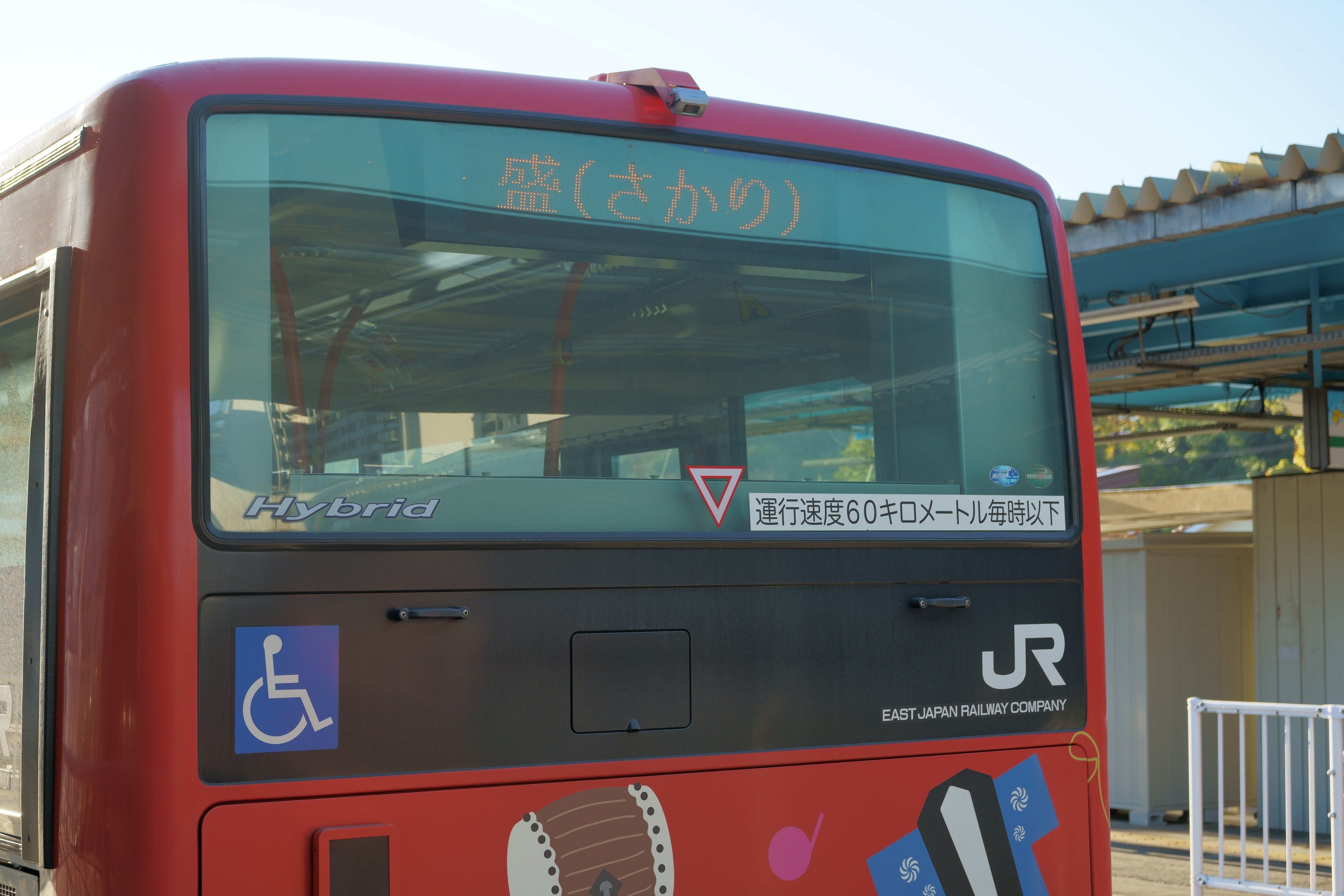
運行速度を表示している大船渡線BRTの車両（2021年11月）

### 大船渡線BRT（上鹿折方面）
ミヤコーバスの一般バス路線である鹿折金山線の気仙沼駅前 - 鹿折唐桑駅前 - 上鹿折駅前間をBRT扱いとして、平日5.5往復・土休日4.5往復を運行している。すべての便がBRT区間外の田谷本郷・気仙沼市立病院・市営牧沢住宅方面（便により異なる）および鹿折金山前へ乗り入れており、BRT区間内のみを運行する便はない。
JR東日本の駅として乗車券が発行される気仙沼駅・鹿折唐桑駅・上鹿折駅のほか、気仙沼駅前 - 鹿折唐桑駅前間にある9か所、鹿折唐桑駅前 - 上鹿折駅前間にある14か所の停留所を全便が経由する。また、大橋 - 鹿折住宅団地前 - 大橋 - 上鹿折駅前（ - 鹿折金山前）間はフリー乗降区間（停留所以外でも乗降可能）となっている。
なお、本系統は全区間で一般道を経由するため、気仙沼駅 - 鹿折唐桑駅間にある内湾入口（八日町）駅に対応する停留所は設置されていない。JR東日本アプリやYahoo!乗換案内などの乗換案内サービスでは、本系統の気仙沼市役所前停留所の時刻を内湾入口（八日町）駅のものと記載しているが、JR東日本公式サイトにおける内湾入口（八日町）駅の時刻表では上鹿折駅発着の便は記載がなく、扱いが分かれている。

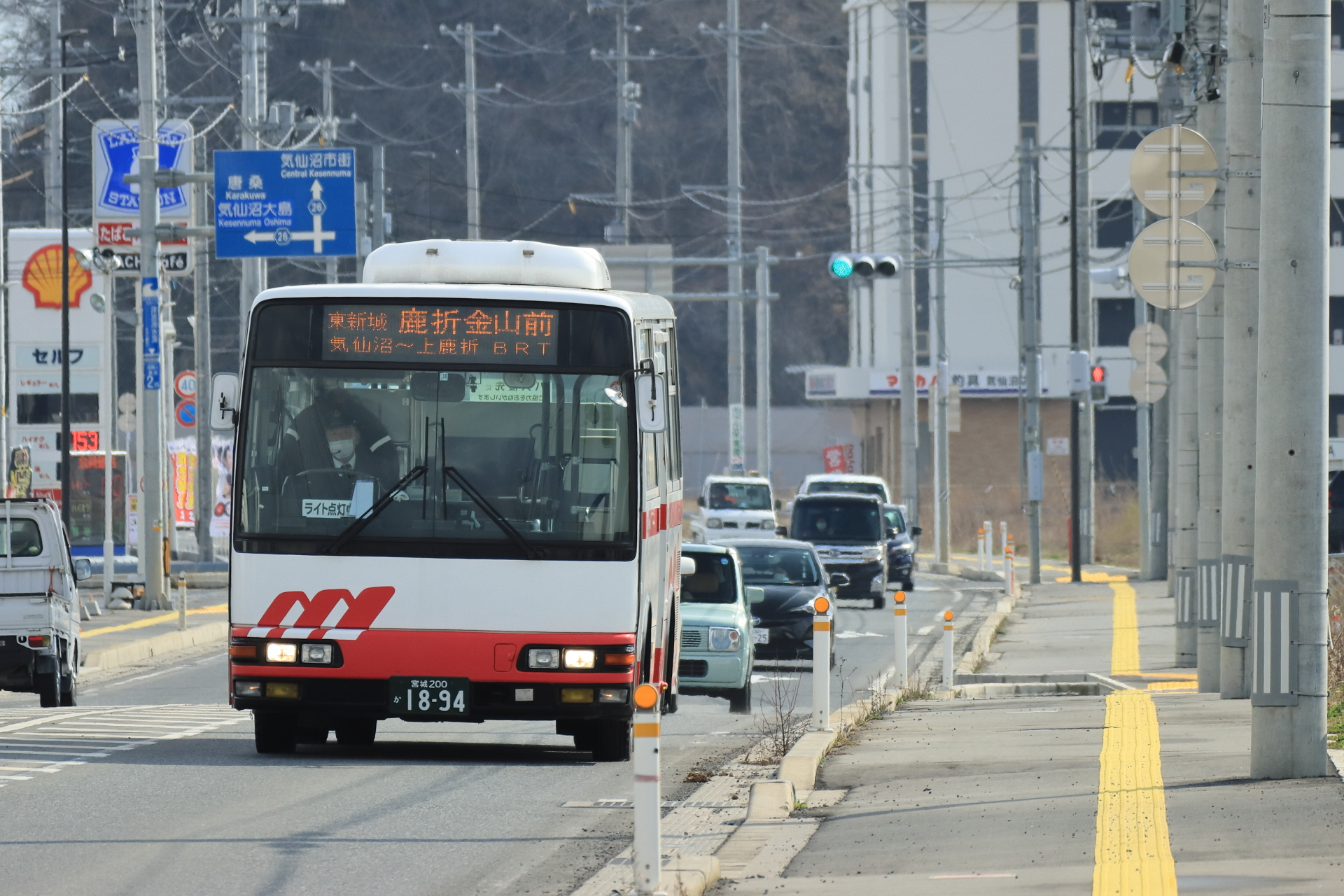
行先表示器にBRTであることを表示して走行するミヤコーバスの路線バス

## 自動運転の導入
2022年（令和4年）12月、気仙沼線BRTの一部区間および一部の便で自動運転が導入された。本節ではその概要について記述する。出典を特記した箇所以外はJR東日本が同年9月6日に実用化を発表したニュースリリースに基づく。
なおJR東日本によれば、後述する自動運転区間の延伸および自動運転レベル引き上げのため、2023年（令和5年）5月1日より自動運転バスの運用を休止している。

### 自動運転の実施内容
気仙沼線BRTの柳津駅 - 陸前横山駅間において、上下それぞれ2便で自動運転を実施する。いずれも柳津駅 - 気仙沼駅間で運行する便であり、その一部区間で自動運転を実施する形となる。最高速度は時速60キロメートルで、自動運転中も運転手が乗車して安全管理を行うほか、強風、豪雨、濃霧、積雪などの悪天候時には手動運転とする場合がある。自動化レベルは運転手が主体となる「レベル2」である。
自動運転を実施するバスには、実用化にあたり専用の外観デザインが施されている（使用車両の節を参照）。

### 実用化までの取り組み
自動運転の実用化まで、以下の取り組みが実施された。詳しい時期については歴史の節を参照のこと。
- 2018年度（平成30年度） - 大船渡線BRT 竹駒駅付近のバス専用道（片道0.4 km）で実証実験を実施。小型バスを使用し、最高速度は時速40キロメートルだった。
- 2019年度（令和元年度） - 実用化区間となった柳津駅 - 陸前横山駅間（往復9.6 km）で実証実験を実施。大型路線バスを使用し、最高速度は時速60キロメートルだった。
- 2020年度（令和2年度） - 既存のBRT車両をベースに、JR東日本において自動運転バスの製作を行った。
- 2021年度（令和3年度） - 柳津駅 - 陸前横山駅間（往復9.6 km）で実証実験を実施。2021年9月には試乗会が実施された[報道 37]。
- 2022年度（令和4年度） - 柳津駅 - 陸前横山駅間（往復9.6 km）で実証実験を実施。12月1日 - 4日には試乗会が行われ、12月5日より実用化を開始した。

### 導入された技術
気仙沼線BRTでの自動運転の実用化にあたって、以下の技術が導入されている。
- 専用道の路面に埋設した直径30 mmの磁気マーカを車両側の磁気センサーで検知し、自車位置を推定する。一部の磁気マーカに含まれるRFIDタグの固有IDを検知することで、自車位置の高精度な推定を可能としている。
- 自車周囲の障害物検知にはLiDAR、ミリ波レーダ、3種のカメラ（単眼カメラ、ステレオカメラ、赤外線カメラ）を使用する。単眼カメラは障害物の特徴を把握し、ステレオカメラは障害物までの距離を把握する用途となる。
- また、将来一般道区間で自動運転を導入することを視野に入れ、GNSS（衛星測位システム）アンテナも搭載されている。
- 交互通行システムや既設の信号機と無線ネットワークで連動し、手動運転バスとの交互通行を実施する。信号機がない待避所についても交互通行システムで管理し、自動運転バス、手動運転バスそれぞれに指示を送信する。自動運転バスは指示に従って走行し、手動運転バスではドライバーの端末に指示を表示する。
- 沿線に風速計を設置し、強風時には手動運転に切り替わる。
- 交互通行システムにおける他車の誤進入や、交互通行システム自体の異常が発生した場合は、自動運転バスは安全に手動運転に切り替わる。

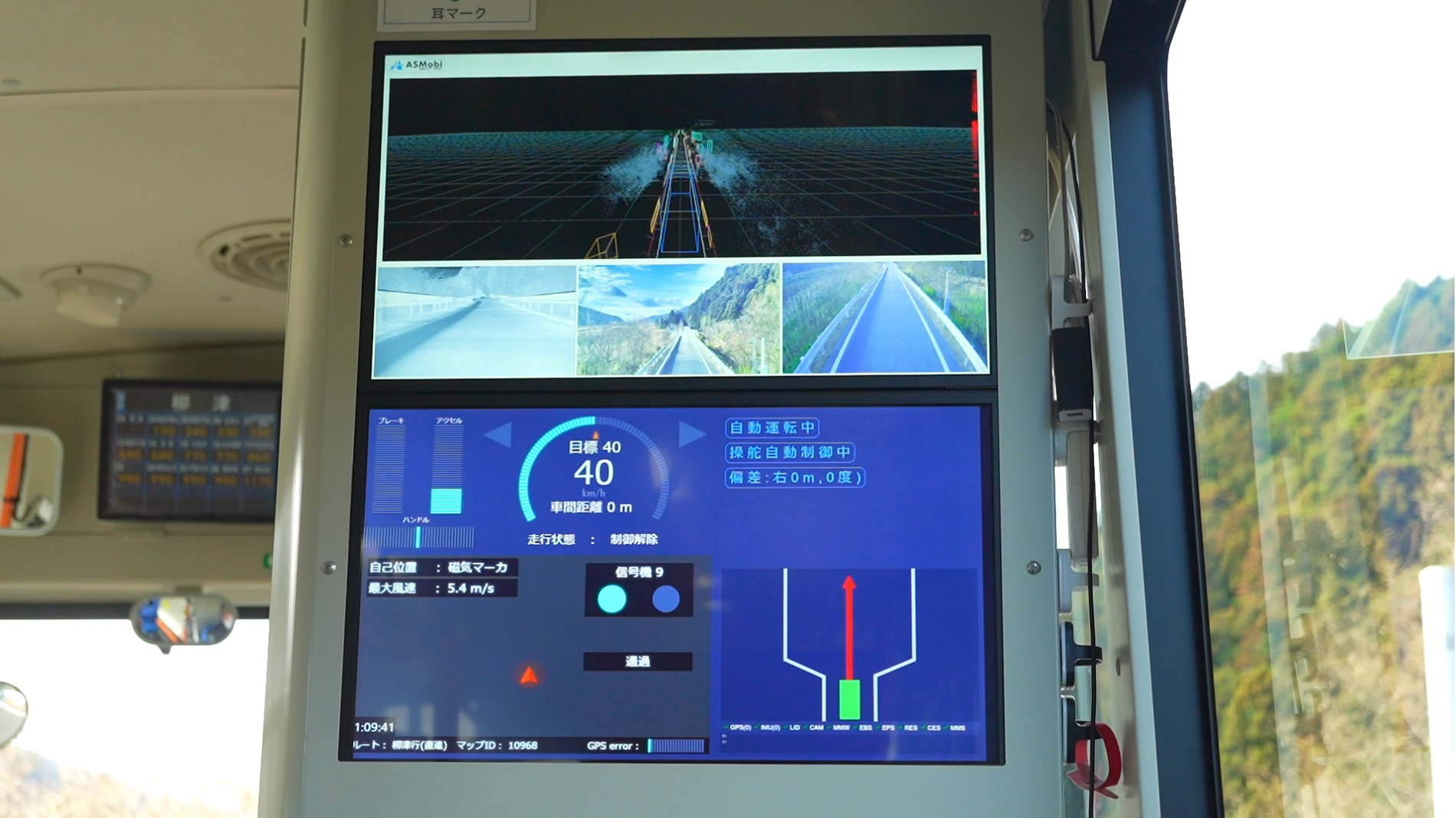
自動運転バス車内の状態表示パネル
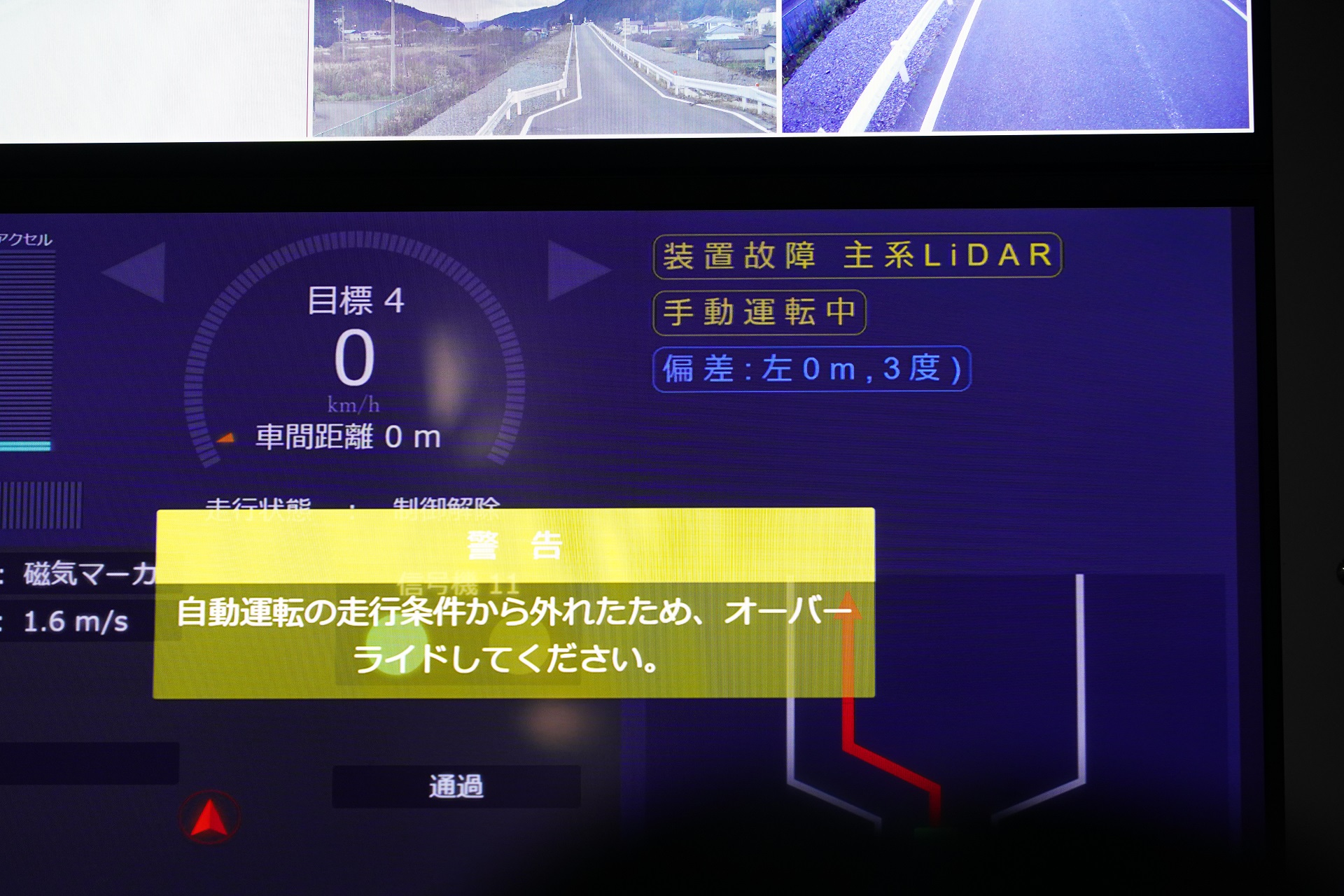
自動運転可能な条件から外れた場合の警告表示
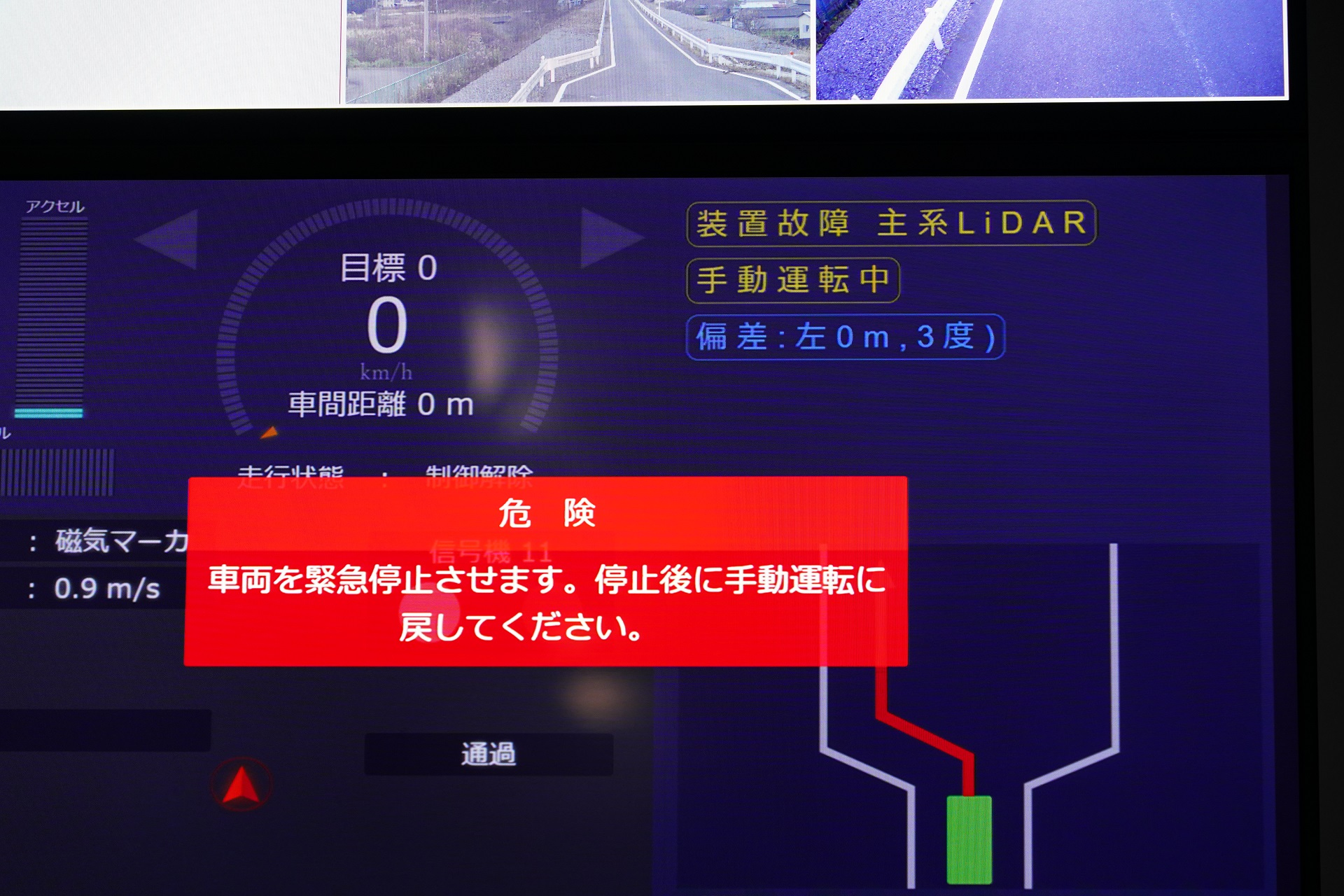
危険と判断して緊急停止することを示す表示

### 自動運転区間の延長および自動運転レベルの引き上げ
自動運転開始時点では、自動運転の実施区間を柳津駅から続くバス専用道の終端となる志津川駅手前（陸前戸倉駅 - 志津川駅間、水尻川河口付近）まで延伸させる計画とされ、自動化レベルについてはレベル3や4への引き上げを視野に入れると報じられていた。
2023年（令和5年）4月4日、JR東日本は上記の自動運転区間延長および自動化レベル4の認証取得について、2024年（令和6年）秋頃までの実現を目指すことを公表した。これに伴い、自動運転バスの車両改修や認証取得に向けたテスト走行のため、5月1日より自動運転バスの運用を休止した。なお、自動化レベル4では一定の条件下での無人運転が可能となるが、気仙沼線BRTではレベル4の認証取得後も当面は有人運転を行うとしている。
2024年（令和6年）3月22日、国土交通省東北運輸局は、自動運転バスに搭載した自動運行装置（K-AITO）について柳津駅 - 陸前横山駅間での自動化レベル4を認可した。JR東日本はレベル4の認可について、東北地方で初めてであり、最高速度時速60キロメートルでの認可は日本で初めてとしている。
同年10月28日、JR東日本は各種試験や車両および地上設備の工事、関係省局への申請や手続きの進捗状況を勘案し、レベル4での自動運転の開始時期を見直すことを発表した。11月7日、自動運転区間の延伸や走行試験に伴い柳津駅 - 水尻川AP間で実施している迂回運転については、2025年（令和7年）2月28日まで延長することを公表した。

## 使用車両
大船渡線BRT（上鹿折方面）はミヤコーバスの車両を用いて路線バスをBRT扱いで運行している。以下では、その他の便に使用される車両について記述する。

### 現行車両
全車両がハイブリッドカー（日野・ブルーリボンシティハイブリッド、日野・ブルーリボンハイブリッド、いすゞ・エルガハイブリッド）であり、いずれもノンステップバスとなっている。JR東日本所有で、ジェイアールバス東北と同様の車両称号が付いている。
2019年9月に導入された日野・ブルーリボンハイブリッドは、行先表示器に白色LEDを導入し、車内に充電用のUSBコンセントを9か所設けるなど、従来の車両と異なる特徴がある。
2022年12月より営業運転に投入されたBRT専用大型自動運転バスは、既存の所有車両（ブルーリボンハイブリッド）をもとに製作された。

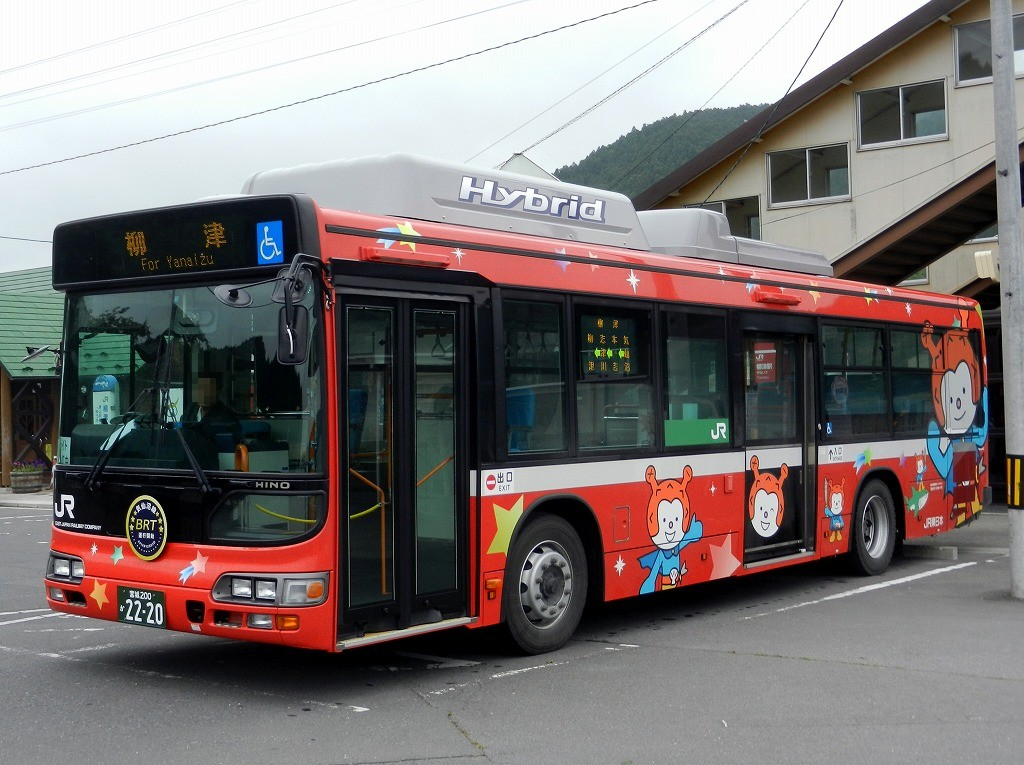
本格開業時に導入された日野・ブルーリボンシティハイブリッド
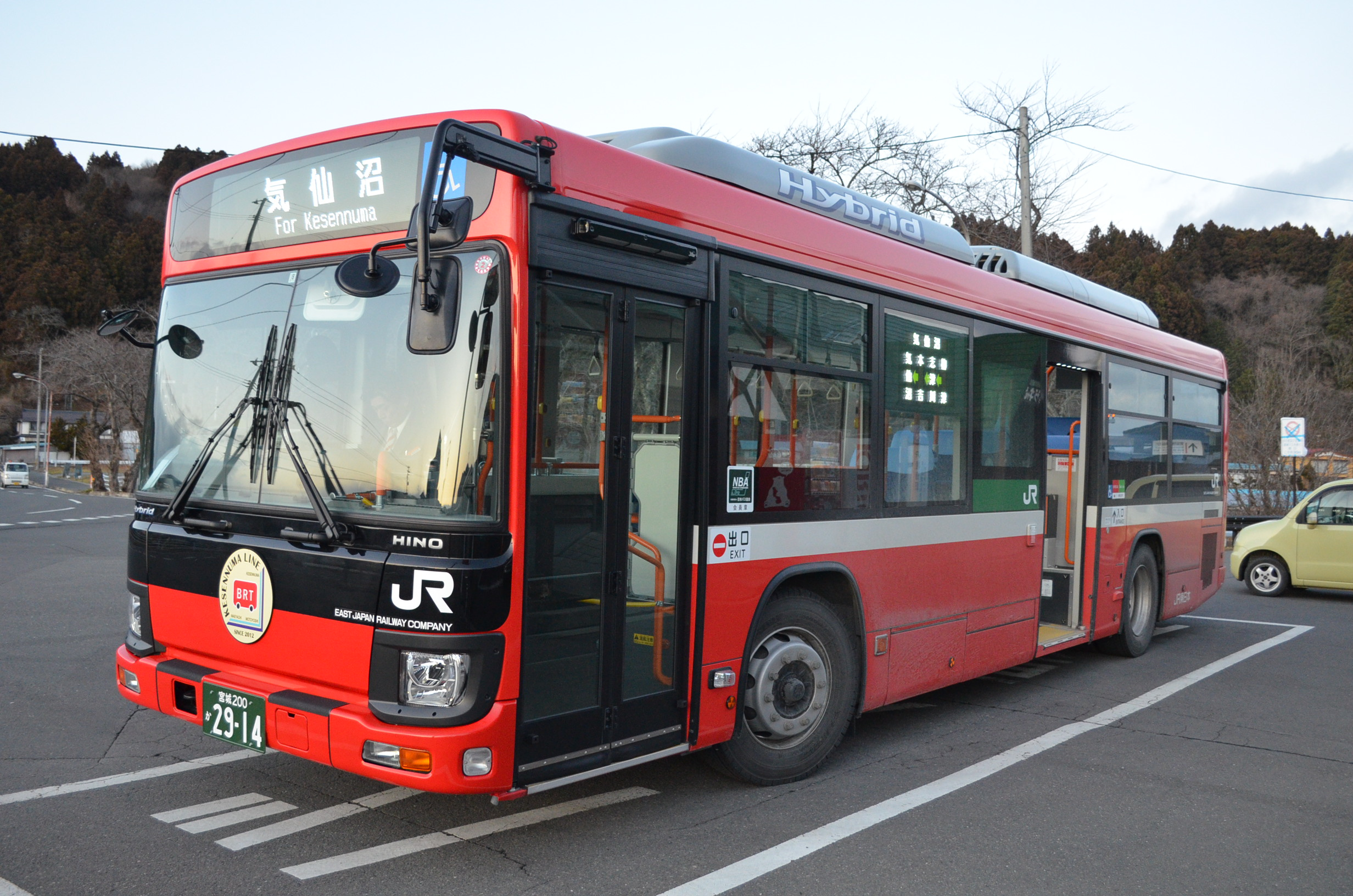
2019年9月に導入された日野・ブルーリボンハイブリッド
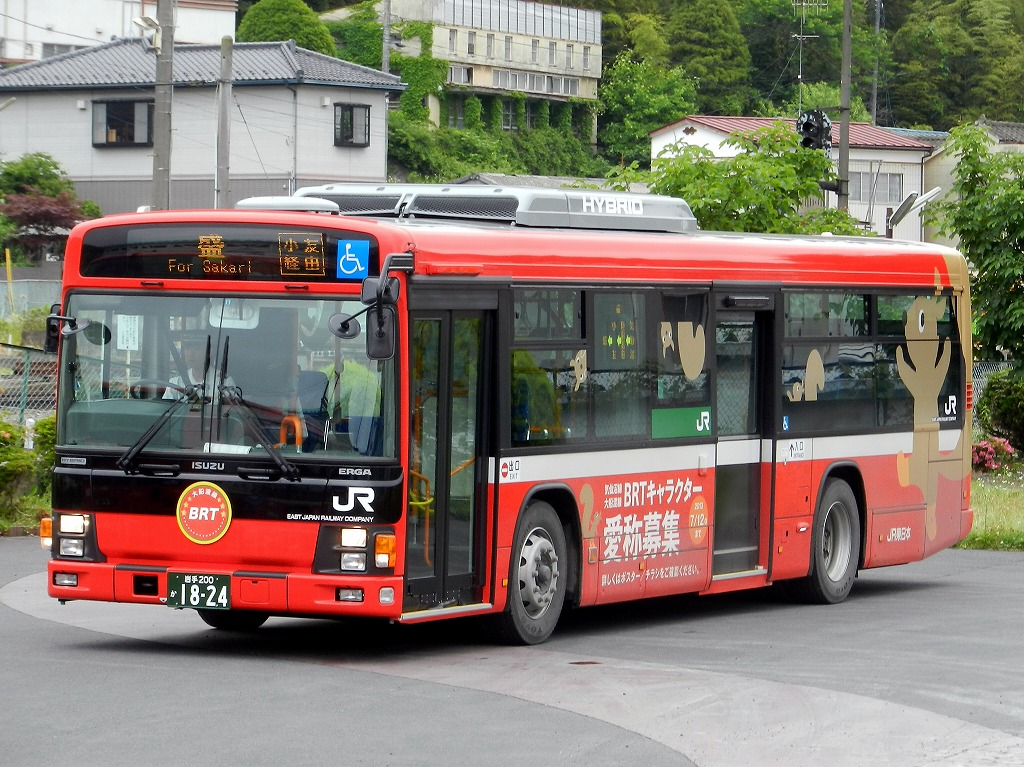
いすゞ・エルガハイブリッド
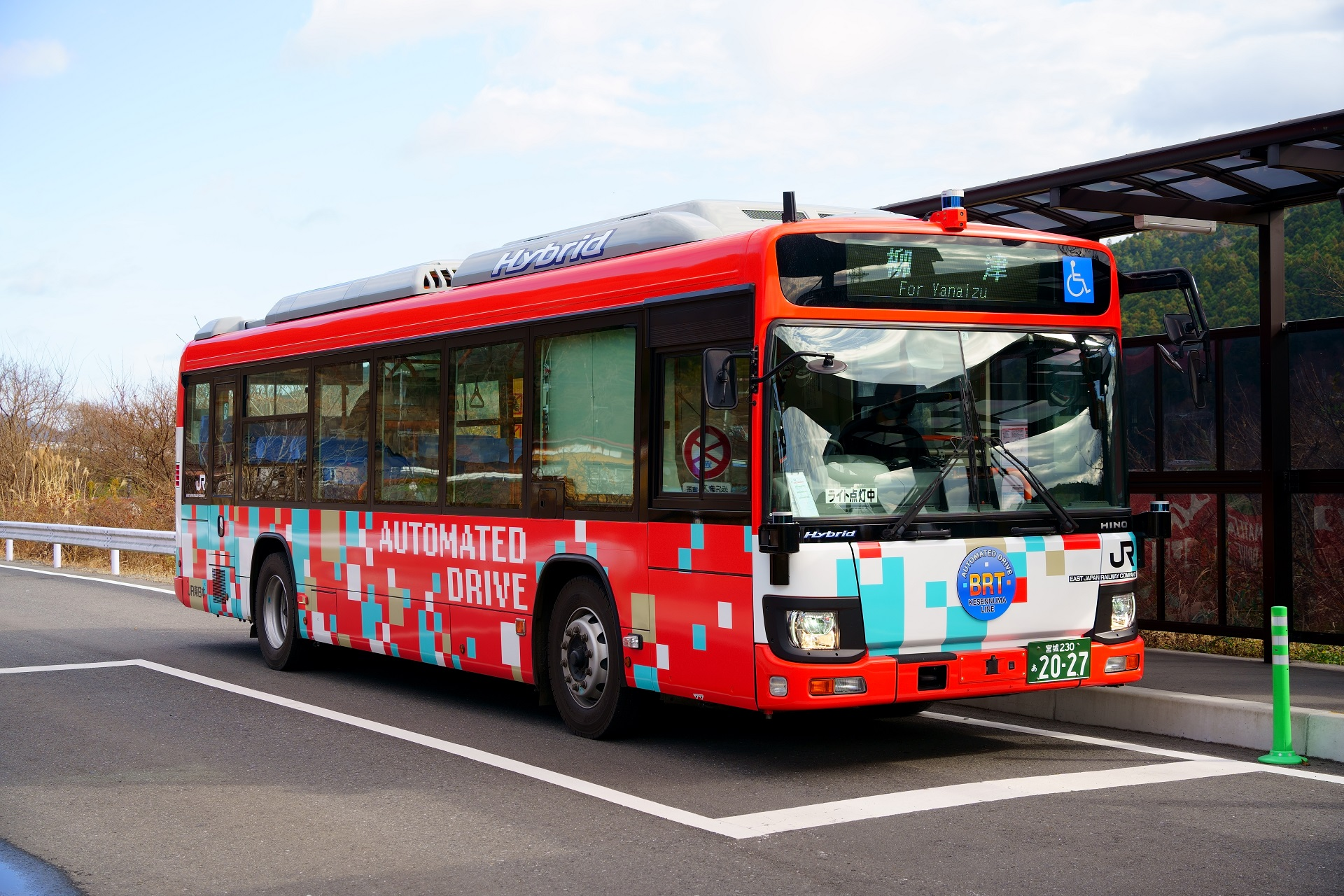
BRT専用大型自動運転バス

### 過去の車両
開業時は一部の車両が中古車であったが、2019年に新車に置き換えられて全廃された。この中古車のうち2台は、2014年に改装され観光型BRT車両となっていた。
蓄電池式電気バス「e-BRT」（いすゞ・エルガミオがベース）は観光型と同じく2014年4月17日から導入された。その後、廃止した旨の公表は行われていないが、2021年3月の「バスマガジン」の特集において現有車両に含まれていない。

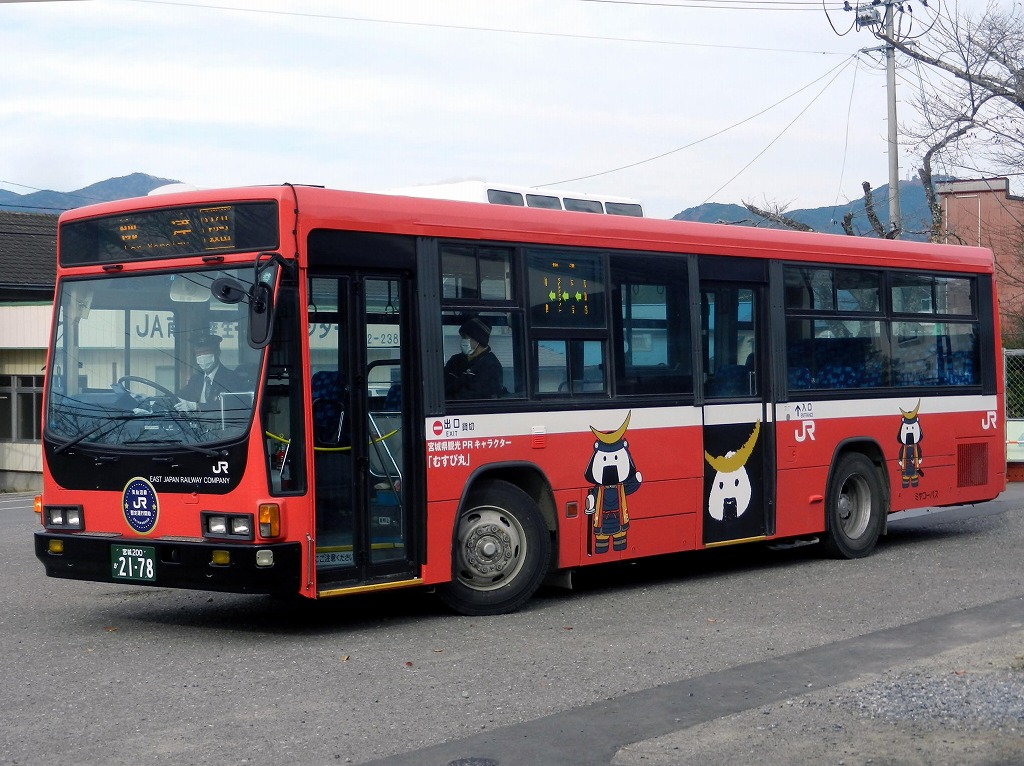
暫定開業時に導入された中古車両
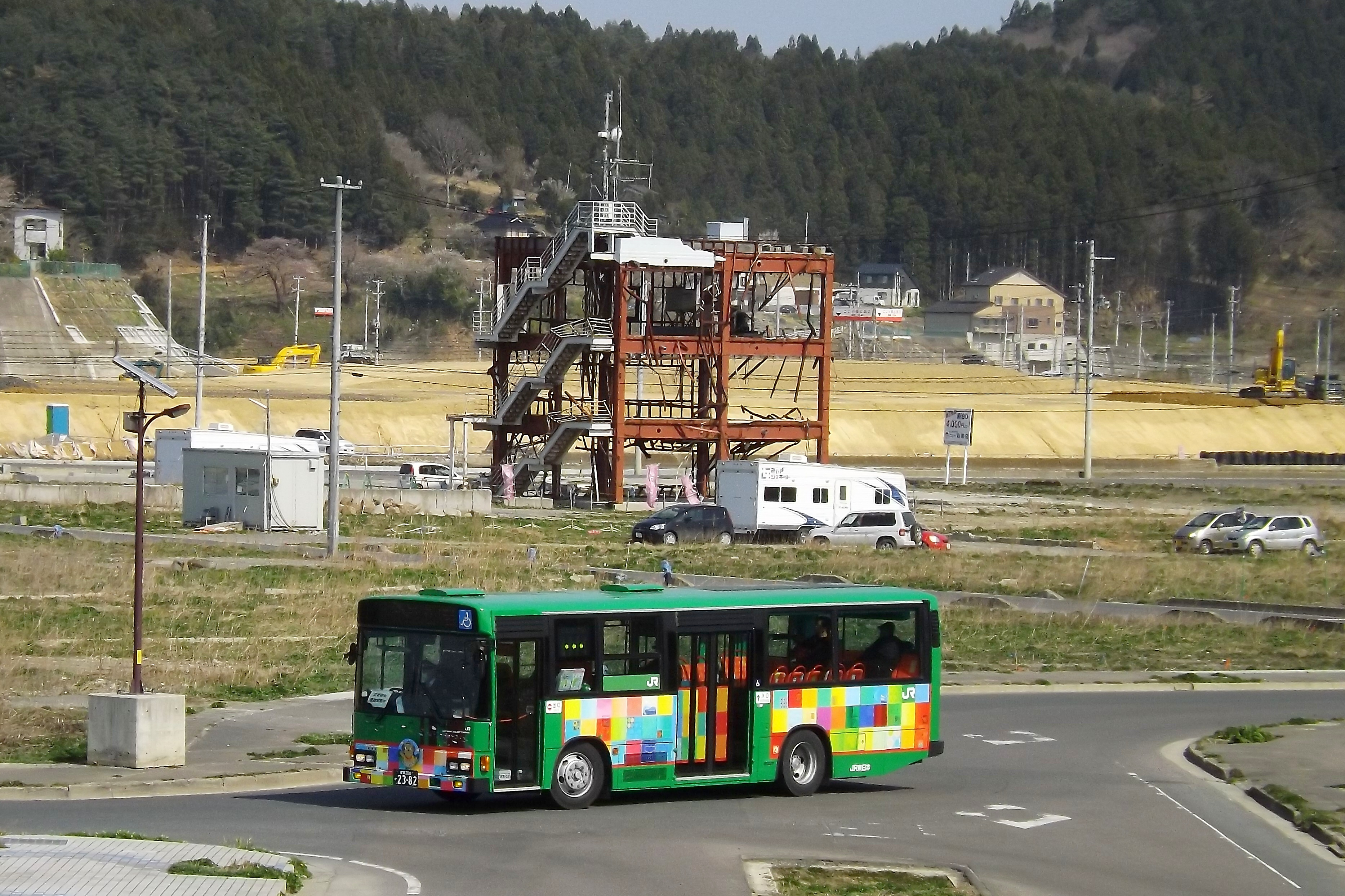
観光型BRT車両、おでかけ「旅」
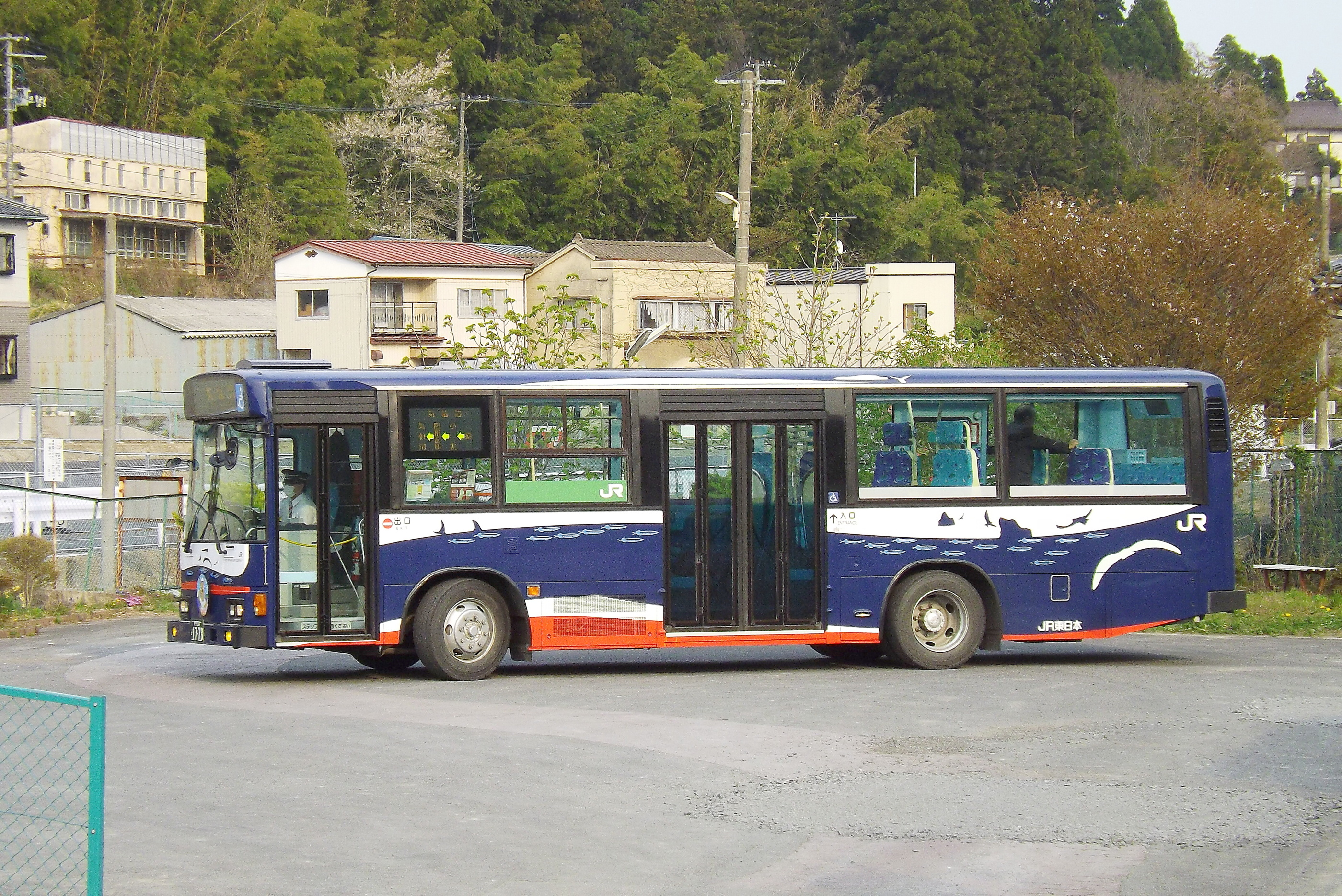
観光型BRT車両、三陸の「海」号
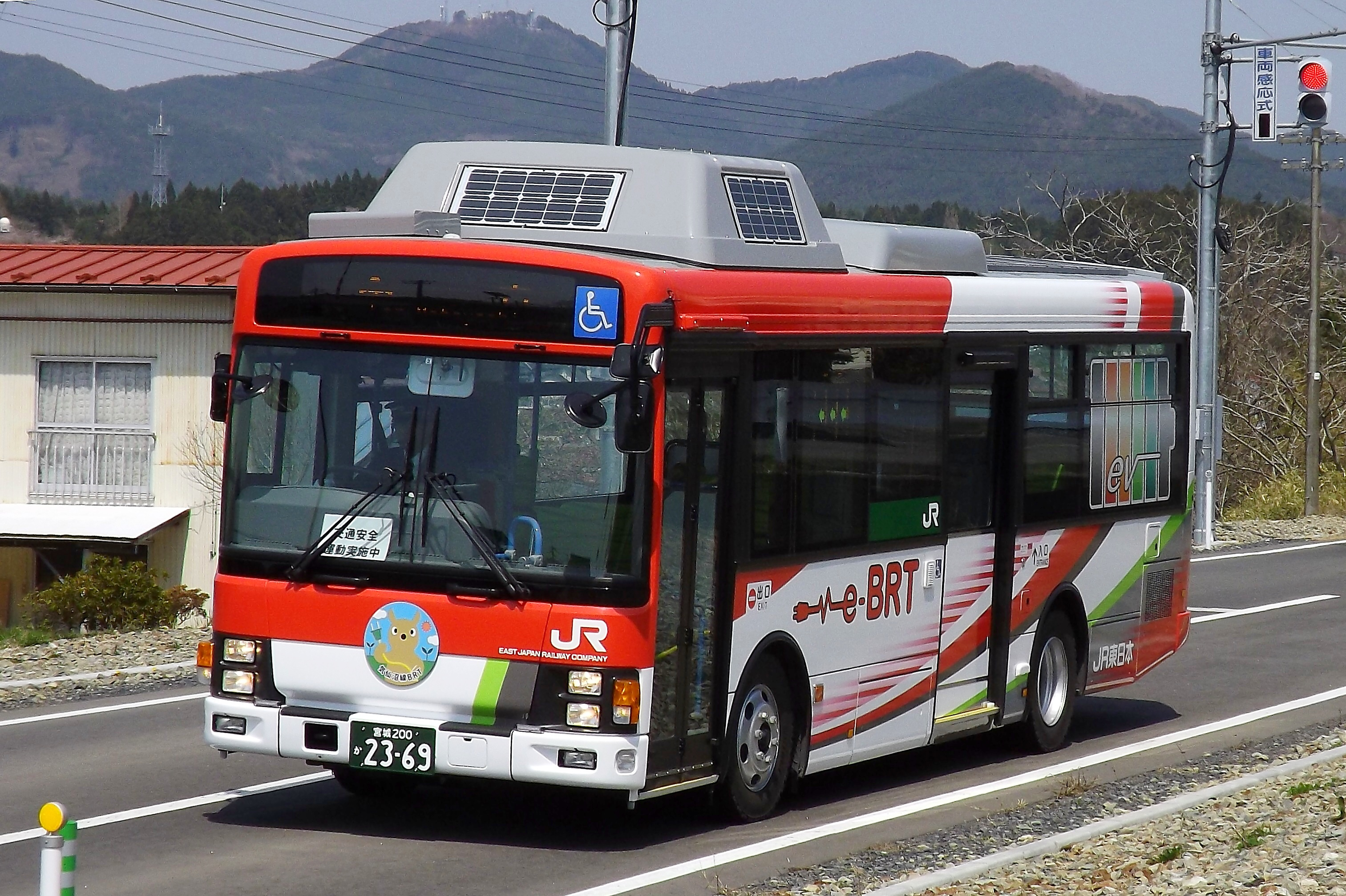
蓄電池式電気バス「e-BRT」

## 駅一覧
JR東日本では、一般乗合旅客自動車運送事業における停留所を「駅」と称しているため、本節においてもBRTの停留所を「駅」として記載する。

### 気仙沼線BRT
- 全駅が宮城県内に所在。
- 快速便は「○」印の駅は経由しない。
- 薄緑色（■）は専用道区間、薄青色（■）は一般道区間を示す。
- 駅名欄の「＋」印はBRT化後の新設駅、無印は鉄道時代から存在した駅を示す。
- 先述の通り気仙沼線の運賃計算は柳津駅で打ち切られるため、累計営業キロは柳津駅を起点としている。なお各駅の記事では前谷地駅を起点とした営業キロを記載しているため値が異なる。

| 駅名                     | 営業キロ | 営業キロ | 赤岩港経由 | 気仙沼市立病院経由 | 接続路線・備考                         | 所在地          |
| 駅名                     | 駅間     | 累計     | 赤岩港経由 | 気仙沼市立病院経由 | 接続路線・備考                         | 所在地          |
| ------------------------ | -------- | -------- | ---------- | ------------------ | -------------------------------------- | --------------- |
| 前谷地駅                 | -        | (-17.5)  | ●          |                    | 東日本旅客鉄道：■石巻線・■気仙沼線     | 石巻市          |
| 柳津駅                   | 17.5     | 0.0      | ●          |                    | 東日本旅客鉄道：■気仙沼線              | 登米市          |
| 陸前横山駅               | 4.8      | 4.8      | ●          |                    |                                        | 登米市          |
| 陸前戸倉駅               | 7.2      | 12.0     | ●          |                    |                                        | 本吉郡 南三陸町 |
| 志津川駅                 | 4.2      | 16.2     | ●          |                    | 道の駅さんさん南三陸                   | 本吉郡 南三陸町 |
| 南三陸町役場・病院前駅＋ | 0.8      | 17.0     | ○          |                    |                                        | 本吉郡 南三陸町 |
| 志津川中央団地駅＋       | 1.1      | 18.1     | ○          |                    |                                        | 本吉郡 南三陸町 |
| 清水浜駅                 | 2.6      | 20.7     | ●          |                    |                                        | 本吉郡 南三陸町 |
| 歌津駅                   | 4.1      | 24.8     | ●          |                    |                                        | 本吉郡 南三陸町 |
| 陸前港駅                 | 2.6      | 27.4     | ●          |                    |                                        | 本吉郡 南三陸町 |
| 蔵内駅                   | 1.8      | 29.2     | ●          |                    |                                        | 気仙沼市        |
| 陸前小泉駅               | 2.0      | 31.2     | ●          |                    |                                        | 気仙沼市        |
| 本吉駅                   | 2.8      | 34.0     | ●          | ●                  |                                        | 気仙沼市        |
| 小金沢駅                 | 3.1      | 37.1     | ●          | ●                  |                                        | 気仙沼市        |
| 大谷海岸駅               | 3.7      | 40.8     | ●          | ●                  | 道の駅大谷海岸                         | 気仙沼市        |
| 大谷まち駅＋             | 1.1      | 41.9     | ●          | ●                  |                                        | 気仙沼市        |
| 陸前階上駅               | 2.2      | 44.1     | ●          | ●                  |                                        | 気仙沼市        |
| 最知駅                   | 1.7      | 45.8     | ●          | ●                  |                                        | 気仙沼市        |
| 岩月駅＋                 | 1.0      | 46.8     | ●          | ●                  |                                        | 気仙沼市        |
| 松岩駅                   | 1.3      | 48.1     | ●          | ●                  |                                        | 気仙沼市        |
| 赤岩港駅＋               | 1.3      | 49.4     | ●          | ∥                  |                                        | 気仙沼市        |
| 気仙沼市立病院駅＋       | 0.3      | 49.7     | ∥          | ●                  |                                        | 気仙沼市        |
| 南気仙沼駅               | 1.1      | 50.8     | ●          | ●                  |                                        | 気仙沼市        |
| 不動の沢駅               | 1.3      | 52.1     | ●          | ●                  |                                        | 気仙沼市        |
| 東新城駅＋               | 1.4      | 53.5     | ●          | ●                  |                                        | 気仙沼市        |
| 気仙沼駅                 | 1.8      | 55.3     | ●          | ●                  | 東日本旅客鉄道：■大船渡線、大船渡線BRT | 気仙沼市        |

### 大船渡線BRT
- 快速便は「○」印の駅は経由しない。
- 薄緑色（■）は専用道区間、薄青色（■）は一般道区間を示す。
- 駅名欄の「＋」印はBRT化後の新設駅、無印は鉄道時代から存在した駅を示す。
- 上鹿折系統は、JR東日本の駅として乗車券が発行される駅のみ記載し、その他の途中停留所については省略する。なお、内湾入口（八日町）駅の扱いは媒体によって異なっている（前述）。

| 駅名                                   | 営業キロ | 営業キロ | 気仙沼系統 | 上鹿折系統 | 陸前矢作系統 | 接続路線・備考                                               | 所在地          | 所在地          |
| 駅名                                   | 駅間     | 累計     | 気仙沼系統 | 上鹿折系統 | 陸前矢作系統 | 接続路線・備考                                               | 所在地          | 所在地          |
| -------------------------------------- | -------- | -------- | ---------- | ---------- | ------------ | ------------------------------------------------------------ | --------------- | --------------- |
| 気仙沼駅                               | -        | 0.0      | ●          | ●          |              | 東日本旅客鉄道：■大船渡線、気仙沼線BRT                       | 宮城県 気仙沼市 | 宮城県 気仙沼市 |
| 内湾入口（八日町）駅＋                 | 1.0      | 1.0      | ●          | ※          |              |                                                              | 宮城県 気仙沼市 | 宮城県 気仙沼市 |
| 鹿折唐桑駅                             | 1.2      | 2.2      | ●          | ●          |              |                                                              | 宮城県 気仙沼市 | 宮城県 気仙沼市 |
| 八幡大橋（東陵高校）駅＋               | 1.1      | 3.3      | ●          | ∥          |              |                                                              | 宮城県 気仙沼市 | 宮城県 気仙沼市 |
| 上鹿折駅                               | 4.2      | 7.5      | ∥          | ●          |              |                                                              | 宮城県 気仙沼市 | 宮城県 気仙沼市 |
| この間で三陸沿岸道路（高速道路）を走行 |          |          |            |            |              |                                                              | 宮城県 気仙沼市 | 宮城県 気仙沼市 |
| 唐桑大沢駅＋                           | 6.0      | 13.5     | ●          |            |              |                                                              | 宮城県 気仙沼市 | 宮城県 気仙沼市 |
| 長部駅＋                               | 2.3      | 15.8     | ●          |            |              |                                                              | 岩手県          | 陸前高田市      |
| 陸前矢作駅                             | 1.7      | 17.5     | ∥          |            | ●            |                                                              | 岩手県          | 陸前高田市      |
| 陸前今泉駅＋                           | 2.7      | 20.2     | ○          |            | ∥            |                                                              | 岩手県          | 陸前高田市      |
| 奇跡の一本松駅＋                       | 0.2      | 20.4     | ●          |            | ∥            | 道の駅高田松原                                               | 岩手県          | 陸前高田市      |
| 竹駒駅                                 | 0.1      | 20.5     | ∥          |            | ●            |                                                              | 岩手県          | 陸前高田市      |
| 栃ヶ沢公園駅＋                         | 1.2      | 21.7     | ∥          |            | ●            |                                                              | 岩手県          | 陸前高田市      |
| 陸前高田駅                             | 1.7      | 23.4     | ●          |            | ●            |                                                              | 岩手県          | 陸前高田市      |
| 高田高校前駅＋                         | 0.8      | 24.2     | ○          |            | ●            |                                                              | 岩手県          | 陸前高田市      |
| 高田病院駅＋                           | 1.4      | 25.6     | ○          |            | ●            |                                                              | 岩手県          | 陸前高田市      |
| 脇ノ沢駅                               | 0.7      | 26.3     | ●          |            | ●            |                                                              | 岩手県          | 陸前高田市      |
| 西下駅＋                               | 2.1      | 28.4     | ●          |            | ●            |                                                              | 岩手県          | 陸前高田市      |
| 小友駅                                 | 2.4      | 30.8     | ●          |            | ●            |                                                              | 岩手県          | 陸前高田市      |
| 碁石海岸口駅＋                         | 2.6      | 33.4     | ●          |            | ●            |                                                              | 岩手県          | 大船渡市        |
| 細浦駅                                 | 1.7      | 35.1     | ●          |            | ●            |                                                              | 岩手県          | 大船渡市        |
| 大船渡丸森駅＋                         | 1.7      | 36.8     | ●          |            | ●            |                                                              | 岩手県          | 大船渡市        |
| 下船渡駅                               | 1.4      | 38.2     | ●          |            | ●            |                                                              | 岩手県          | 大船渡市        |
| 大船渡魚市場前駅＋                     | 1.5      | 39.7     | ●          |            | ●            |                                                              | 岩手県          | 大船渡市        |
| 大船渡駅                               | 1.4      | 41.1     | ●          |            | ●            |                                                              | 岩手県          | 大船渡市        |
| 地ノ森駅＋                             | 0.9      | 42.0     | ●          |            | ●            |                                                              | 岩手県          | 大船渡市        |
| 田茂山駅＋                             | 1.0      | 43.0     | ●          |            | ●            |                                                              | 岩手県          | 大船渡市        |
| 盛駅                                   | 0.7      | 43.7     | ●          |            | ●            | 三陸鉄道：■リアス線 岩手開発鉄道：日頃市線・赤崎線（貨物線） | 岩手県          | 大船渡市        |

### 廃駅
- まちなか陸前高田駅＋ : 陸前高田駅 - 高田高校前駅間に設置されていた。2018年4月1日廃止。「陸前高田駅」を参照。

## 乗車制度

### 運賃
2012年12月22日の本格運行開始以後、前谷地駅 - 柳津駅間を除いて普通運賃については鉄道とは独立して設定されており、鉄道とBRTを乗り継ぐ場合は接続駅（柳津駅または気仙沼駅）で運賃計算を打ち切り、両者の普通運賃を合算した金額となる。ただし鉄道の利用区間が一定の範囲内である場合は100円（小児は50円）を引いた金額となる（odeca利用時を除く）。定期運賃および前谷地駅 - 柳津駅間の普通運賃については鉄道と同額に設定され、鉄道線と乗り継いだ際は、鉄道線（地方交通線）時代から引き続いて設定されている営業キロおよび換算キロを通算して運賃計算を行う。

#### 営業キロ設定
鉄道であった頃から存在した駅の営業キロは、BRTへの転換によって途中の経路が変わった場合や、駅自体が移設された場合でも同一に設定されている。
またBRTで新設された駅は、すべて既存駅の間にあるものとして営業キロが設定されている。
特に鉄道から経路が大きく変わった大船渡線BRTの鹿折唐桑駅 - 陸前高田駅間の各駅は、上鹿折駅・陸前矢作駅を経由した旧鉄道ルートと同一線上にあるものとして営業キロが設定されている。このため、一例として実際には南北に大きく離れている奇跡の一本松駅 - 竹駒駅間は営業キロが0.1 kmであり、実際にこの営業キロをもとに運賃が計算される。

#### 大船渡線BRT（気仙沼 - 上鹿折）の運賃
ミヤコーバスの鹿折金山線を大船渡線BRTとして運行している気仙沼駅 - 上鹿折駅間では、区間内にあるミヤコーバスのすべてのバス停相互間でJR線のBRT運賃が適用される。BRT区間外に乗り越した場合は、全乗車区間でミヤコーバスの運賃が適用される。
なお、BRT運賃が適用されるのは鹿折金山線のみであり、BRT区間内で経路が重複する他の路線は対象外である。

### 収受方法
BRTからの降車時に、前扉に設置された運賃箱で収受する。BRT同士を乗り継ぐ場合には、先に乗ったバスの降車時に全区間の運賃と引き換えに精算証明書を交付し、後に乗ったバスの降車時に精算証明書を回収する。BRTと鉄道を乗り継ぐ場合は、一旦乗継駅までの運賃を収受した上で、乗継後の降車時に差額を収受する。
乗車券の事前発行も行っており、BRT区間では志津川駅・本吉駅・気仙沼駅・陸前高田駅・盛駅に窓口が、前谷地駅・気仙沼駅・盛駅に自動券売機が、それぞれ設置されている。

### ICカード乗車券
IC乗車カードとして2013年から本BRT専用のodecaが導入され、2015年にはSuica等の交通系ICカード全国相互利用サービスへの対応を開始した。odecaは2023年に地域連携ICカードへリニューアルされ、7月1日よりサービスを開始した。
ただし、気仙沼地区のミヤコーバス路線がICカード非対応のため、上鹿折駅発着の系統ではSF残高を利用した利用はできない。
BRT区間内（上鹿折駅を含む）完結の定期券はodecaに載せることが可能であるが、鉄道とBRTに跨る定期券は紙で発行される。

## 鉄道廃線後の取扱い
気仙沼線柳津駅 - 大船渡線盛駅間は、鉄道路線としては2020年4月に廃止された。廃線後の各種出版物、各種サイト上での取り扱いについて述べる。
JR東日本の公式サイトでは、BRTの駅情報や時刻表についてもJR東日本の鉄道路線と同様に検索可能となっている。ただし、ミヤコーバスの一般路線バスをBRT扱いとして運行している気仙沼駅 - 上鹿折駅間については駅の発車時刻表としては表示されず、それとは別途にこの区間の路線時刻表として掲載されている。
駅窓口で用いられる『JR時刻表』の路線図では、当初BRT区間についても鉄道時代と同じ「JR線（地方交通線）」として青の一本線で表記されていたが、鉄道廃止後となる2020年5月号からは新しい区分である「JR線（BRT線）」となり、白線を青線で挟んだ表示に変更された。なお、路線表記は運賃制度に準じているため、鉄道運賃が適用される前谷地駅 - 柳津駅間は地方交通線としての気仙沼線のみが表記されているほか、上鹿折駅や陸前矢作駅は一直線の路線上にあるものとして表現されている。
Yahoo!乗換案内や駅探などの乗換案内サービスにおいては、現在でも鉄道時刻表と同じ扱いでBRTの時刻表を掲載しているところが多いが、上鹿折発着便についてはYahoo!乗換案内など一部の会社のみ対応している。
Apple Mapでは、当初は「駅」が「停留所」「バスターミナル」に表記の変更がなされたのみで鉄道と同じ緑の線が引かれていたが、2022年現在は水色の線による独自の表示となっている。一方、Google マップでは線路表記が抹消されており、廃線区間については駅のみ表示されている。

## 利用状況
- BRT輸送区間の平均通過人員は、JR東日本が国土交通省に報告する「一般乗合旅客自動車運送事業輸送実績報告書」を基に算出されている。
- 気仙沼線BRTは前谷地 - 気仙沼間で運行されているが、平均通過人員は柳津 - 気仙沼間の実績である。

| 年度                   | 平均通過人員（人/日）       | 平均通過人員（人/日）   | 出典           |
| 年度                   | 気仙沼線BRT 前谷地 - 気仙沼 | 大船渡線BRT 気仙沼 - 盛 | 出典           |
| ---------------------- | --------------------------- | ----------------------- | -------------- |
| 2012年度（平成24年度） | 非開示                      | 非開示                  | [ 利用状況 1 ] |
| 2013年度（平成25年度） | 268                         | 200                     | [ 利用状況 1 ] |
| 2014年度（平成26年度） | 278                         | 250                     | [ 利用状況 1 ] |
| 2015年度（平成27年度） | 292                         | 314                     | [ 利用状況 1 ] |
| 2016年度（平成28年度） | 271                         | 276                     | [ 利用状況 1 ] |
| 2017年度（平成29年度） | 264                         | 254                     | [ 利用状況 2 ] |
| 2018年度（平成30年度） | 279                         | 272                     | [ 利用状況 2 ] |
| 2019年度（令和元年度） | 263                         | 274                     | [ 利用状況 2 ] |
| 2020年度（令和02年度） | 203                         | 198                     | [ 利用状況 2 ] |
| 2021年度（令和03年度） | 174                         | 202                     | [ 利用状況 2 ] |
| 2022年度（令和04年度） | 185                         | 183                     | [ 利用状況 3 ] |
| 2023年度（令和05年度） | 206                         | 207                     | [ 利用状況 4 ] |